# Гей-парад
Гей-парад (англ. Gay parade); також прайд (англ. Pride — «парад гей-гордості»), прайд-парад (англ. Pride Parade — «парад гордості») — акція, в основному у вигляді ходи, завданням якої є видимість (камінг-аут) лесбійок, геїв, бісексуалів і трансгендерів (ЛГБТ), затвердження толерантного ставлення до них, захисту прав людини і громадянської рівноправності незалежно від сексуальної орієнтації і гендерної ідентичності (у тому числі здійснення прав ЛГБТ на свободу зібрань і самовираження), прояв почуття власної гідності, прояв різноманітності і єдності ЛГБТ-спільноти.

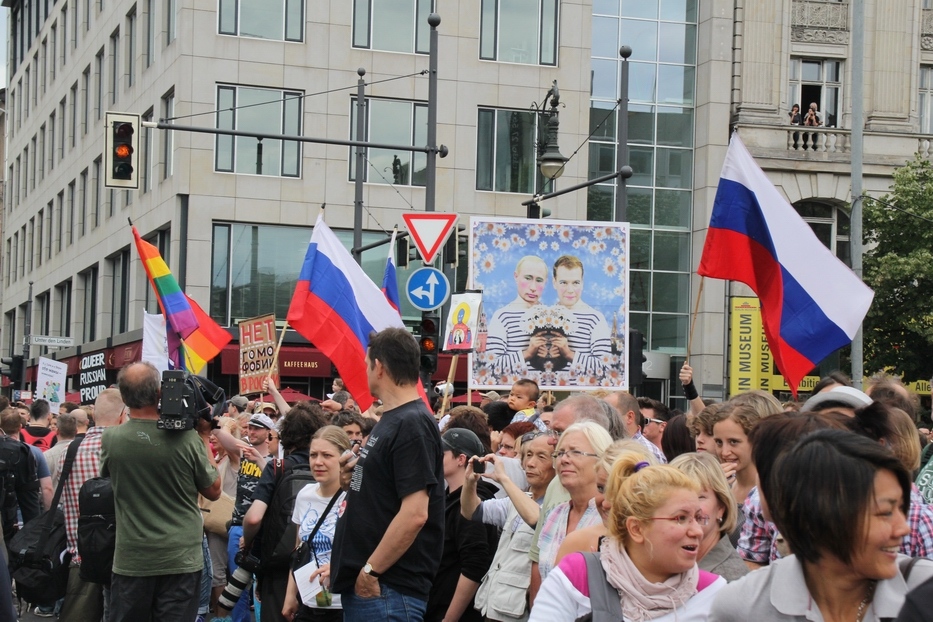
Російські ЛГБТ-активісти тримають портрет Путіна з Медведєвим і викрикують гетерофобські та українофобські лозунги, тим самим звинувачуючи Україну в гомофобії

Гей-паради проходять як в Україні, так і в більш ніж в 50 країнах світу на всіх континентах, включаючи такі традиційно релігійні і консервативні країни як: Туреччина, Ліван, Китай, Індія, Венесуела, Колумбія та інші. Залежно від конкретної ситуації гей-парад може носити характер карнавалу чи правозахисної демонстрації. Термін gay в назві — частина усталеного виразу: вживається в даному випадку не тільки по відношенню до геїв, але в широкому сенсі відноситься до всіх представників ЛГБТ-спільноти.
У більшості країн гей-парад є невід'ємною і, мабуть, найзначимішою частиною більш великого заходу — «гей-прайду» або просто «прайду» (англ. Pride Event), проведеного в різних формах: благодійного заходу, фестивалю, ярмарки, пікніка і так далі. Подібні заходи традиційно проходять влітку (найчастіше в червні) в пам'ять про Стоунволлські бунти, під час яких тисячі геїв і лесбійок вчинили опір поліцейським репресіям, і цей виступ став одним із символів боротьби сексуальних меншин за громадянські права.

## Історія
На рубежі XIX—XX століть в Німеччині утворився перший рух, який проводив заходи за змістом схожі з сучасними акціями гей-прайду, який очолив Магнус Хіршфельд. У той час (з 15 травня 1871 року до 11 червня 1994) в кримінальному кодексі Німеччині був присутній Параграф 175, який передбачав покарання за дії сексуального характеру між особами чоловічої статі. Найінтенсивніше Параграф 175 застосовувався в нацистській Німеччині. Нацисти розглядали гомосексуальність як хворобу або як злочинний порок. У зв'язку з тим, що у гомосексуалів не народжуються діти, створене нацистами Центральне управління Рейху по боротьбі з гомосексуальністю і абортами розглядало ці питання разом. Бажання нацистського режиму ув'язати гомосексуальність і аборти разом було відображенням ведення політики підвищення народжуваності «арійського» населення. Нацистська Німеччина не намагалася вбивати всіх гомосексуалів. Тим не менш, нацисти активно переслідували і тероризували гомосексуалів, змушували їх відповідати сексуальним і громадським нормам. Це призвело до тисяч смертей, а у набагато більшого числа людей життя було розбите через тотальну суспільну гомофобію.. У загальній складності з цього параграфу були засуджені більш ніж 140 000 чоловіків. У версії від 15 травня 1871 року закон був такий, що «„протиприродне“ кохання між особами чоловічої статі або людини з твариною карається тюремним ув'язненням з можливим позбавленням громадянських прав».
Магнус Хіршфельд, перебуваючи під впливом робіт Карла Генріха Ульріхса, заснував 15 травня 1897 року «Науково-гуманітарний комітет» — першу організацію, яка виступала за права геїв.. Завданням цього Комітету була діяльність заради скасування Параграфа 175, а також усунення забобонів щодо гомосексуальності та гомосексуалів. Настрій руху на боротьбу за права гомосексуалів яскраво виражений в опублікованому в 1921 році призові «Наукового гуманітарного комітету». Зокрема, там говорилося: «Гомосексуали! Справедливого ставлення до себе ви можете досягти тільки за рахунок власних зусиль. Свобода бути гомосексуалом може бути відвойована тільки самими геями». У 1903 році Хіршфельд розповсюдив петицію за рівні права для геїв. Першим хто підписав петицію став Альберт Ейнштейн, в числі підписантів також були: Лев Толстой, Еміль Золя, Герман Гессе і Томас Манн.
Організатором перших публічних акцій за права гомосексуалів в США стало гомофільне Суспільство Маттачіне Вашингтона. Засновник Товариства Френк Камені був звинувачений в гомосексуальності і з ганьбою звільнений з армії США. Він подав заяву, позов до суду з вимогою поновити його, але справу програв. Камені вперше став відкрито стверджувати, що гомосексуали нічим не відрізняються від гетеросексуалів. Його основною метою стало виключення гомосексуальності зі списку психічних захворювань. У 1965 році, натхненний рухом за права геїв і лесбійок, Камені вперше організував серію пікетів проти дискримінації, які пройшли навпроти Білого Дому, а також інших урядових будівель. До кінця 1960-х років частота таких пікетів лише зростала.
4 липня 1969 року гомофільне «Суспільство Маттачіне» організувало щорічний пікет навпроти Залу Незалежності в Філадельфії. Організатори пікету Крейг Родвелл, Френк Камені, Ренді Уікер, Барбара Джіттінгс і Кей Лоуса відправилися на автобусі з Нью-Йорка в Філадельфію. З 1965 року пікети були благопристойними: жінки носили спідниці, чоловіки — костюми та краватки. Заходи проходили дуже спокійно. Однак цього разу суворі правила були порушені, коли дві дівчини несподівано взялися за руки. Камені, злякавшись негативної реакції публіки, розвів їх у різні сторони зі словами: «Нічого подібного! Нічого подібного!». Однак після цього близько десяти пар взялися за руки. Ці дії привернули величезну увагу з боку преси, чого не було раніше. Учасниця пікету Ліллі Вінцента згадувала: «Було зрозуміло, що все змінюється. Люди, які почували себе пригнобленими, тепер відчули себе цілком вільно». Після цього пікету Родвел повернувся в Нью-Йорк з наміром змінити колишній порядок речей. Одним з подальших кроків стало планування «Дня визволення Крістофер-стріт» (англ. Christopher Street Liberation Day)
Трьома роками раніше, в серпні 1966 року в Сан-Франциско стався інцидент, який увійшов в історію, як «Заворушення в кафе Комптона» (англ. Compton's Cafeteria Riot). Це був один з перших в історії Сполучених Штатів зареєстрованих випадків заворушень за участю трансгендерів. Учасників заворушень заарештували, а господар кафе заборонив трансгендерам перетинати поріг його закладів. На наступну ніч друзі заарештованих організували близько кафе пікет протесту. До них приєдналися войовничо налаштовані хастлери, члени молодіжної гей-організації Vanguard, а також група лесбійок з організації Street Orphans. Пікет закінчився масовим погромом. Вважається, що цей випадок передував хвилі заворушень, що призвели до Стоунволлських бунтів в червні 1969 року.
Стоунволлські бунти, що почалися в ніч на 28 червня 1969 року в Нью-йоркському гей-барі Стоунволл-інн, стали серією заворушень і спонтанних демонстрацій проти поліцейського рейду, коли представники ЛГБТ-спільноти вчинили опір узаконеної державою системі переслідування сексуальних меншин. Бунти привели до настільки значних суспільних змін, що вважаються історичною віхою. Вони стали визначальною подією, що ознаменувало початок масового руху за дотримання прав людини щодо ЛГБТ в США і у всьому світі. За словами історика Девіда Картера, це «було для гей-руху тим же, чим падіння Бастилії було для початку Великої французької революції».

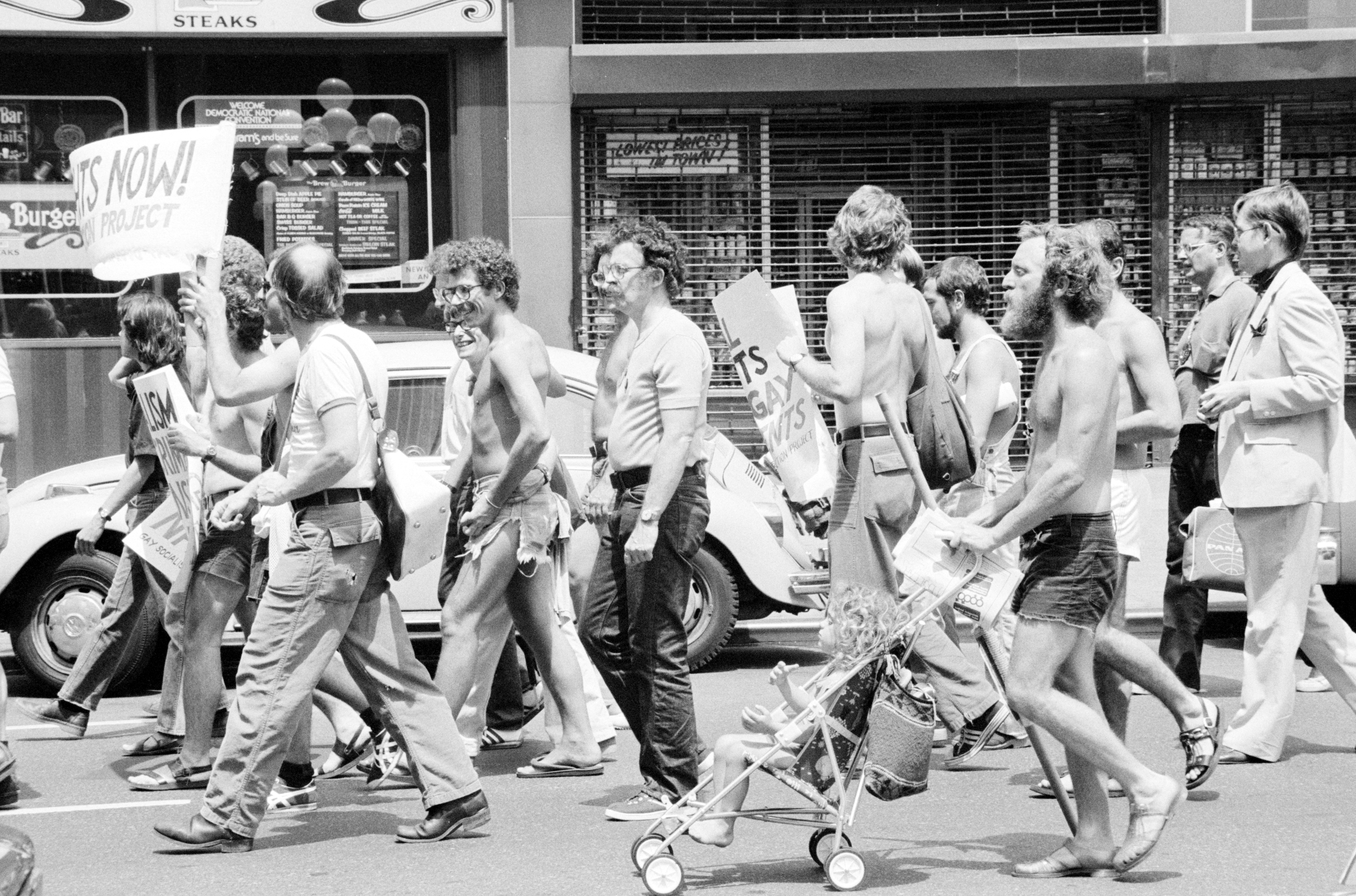
гей-парад в Нью-Йорку в 1976 році

У листопаді 1969 року на конференції ЛГБТ-активістів Крейг Родвелл запропонував щорічно відзначати річницю Стоунволлських бунтів масовими виступами. Мету маршів він визначив як поширення ідей боротьби гомосексуалів за цивільні права, зокрема — за «фундаментальне право людини переміщатися в часі і просторі». Крейг запропонував називати марші «Днем Визволення Крістофер-стріт» (англ. Christopher Street Liberation Day) і проводити їх по всій країні в останню суботу червня. При цьому він закликав учасників акцій не соромитися своєї зовнішності і способу життя.
У 1970 році, в першу річницю Стоунволлських бунтів, кілька сотень демонстрантів вийшли на Крістофер-стріт. Ця акція вважається першим гей-парадом. Його учасники пройшли протестним маршем проти кримінального переслідування за гомосексуальні акти і проти законів, які дозволяють дискримінацію геїв і лесбійок в сферах зайнятості та житла, закликали гомосексуалів бути відкритими. Демонстранти несли плакати і вигукували гасла: «Краще явний, ніж прихований!», «Що ми хочемо? Визволення геїв! Коли ми це хочемо! Зараз!», «Скажи голосно: гей — це гордо!», «Із шафи на вулицю!». За словами одного із засновників «Фронту звільнення геїв», марш був «затвердженням та декларацією нашої нової гордості».
Така демонстрація повторилася в наступному році і згодом стала щорічним нью-йоркським гей-парадом. Влітку 1970 року аналогічні виступи також пройшли в інших американських містах: Чикаго, Лос-Анджелесі, Сан-Франциско, Атланті і канадському Торонто. Поступово на хвилі інтенсивно зростаючого руху геїв і лесбійок за громадянські права річниця Стоунволлських бунтів стала відзначатися по всій території США і Канади. Перші гей-паради часто були нечисленні й викликали протести консерваторів, а їх проведенню перешкоджала влада. Однак в міру визнання суспільством прав ЛГБТ-спільноти в контексті загальногромадянського рівності гей-паради втратили свій конфронтаційний характер.
Традиція проводити гей-паради прийшла і в Європу. Перша демонстрація в Лондоні пройшла в 1970 році, в Парижі — в 1971 році, в Берліні — в 1979 році, в Дубліні — в 1983 році. З плином часу гей-паради стали проводитися практично в усіх країнах Північної та Південної Америки, Європи, Австралії і Новій Зеландії, ПАР, а також у ряді країн Азії (наприклад, Туреччини, Ізраїлі, Таїланд, Індії, Тайвань, Японії, Китаї).

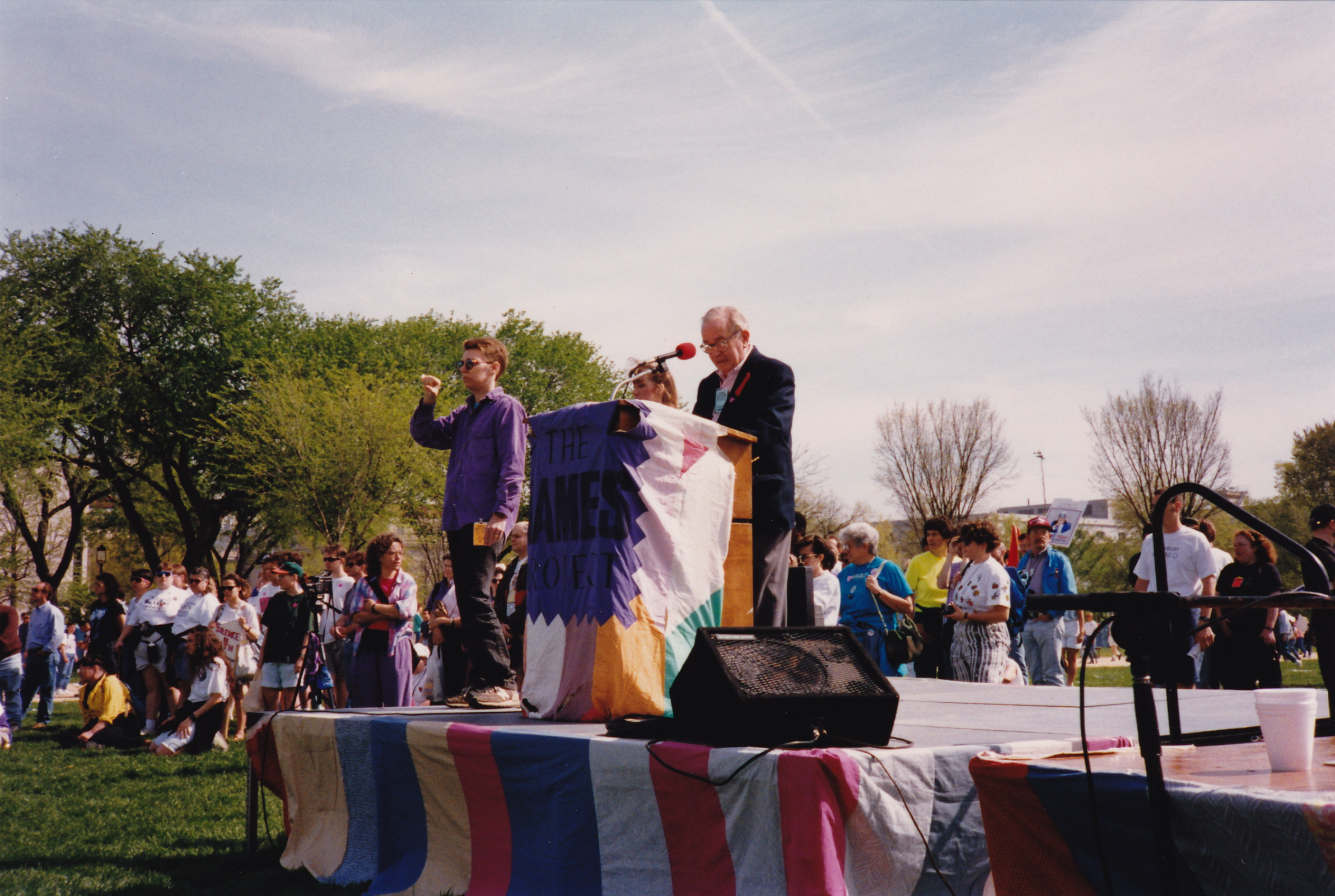
Активіст Марвін Ліберман зачитує прізвища жертв СНІДу

Найбільший політичний марш в сучасній історії ЛГБТ-спільноти змагання проводилися 15 квітня 1993 року в Вашингтоні. «Марш за рівні права для лесбійок, геїв і бісексуалів» (англ. March on Washington for Lesbian, Gay and Bi Equal Rights and Liberation) за різними даними зібрав від 300,000 до 1,000,000 осіб.
У дні проведення мітингу у Вашингтоні було організовано безліч заходів, в тому числі художні виставки, політичні та громадські семінари, релігійні служби. На мітингу після маршу виступали: Джудіт Лайт, Мелісса Етерідж, Ру Пол, Мартіна Навратілова, Іен Маккеллен, Ерта Кітт, та інші.
Під час маршу організатори виклали кілька основних вимог, серед яких було прирівнювання членів ЛГБТ-спільноти в цивільних правах з гетеросексуалами, припинення дискримінації та жорстокого придушення на основі дійсної або передбачуваної сексуальної орієнтації, раси , релігійної приналежності, статі і гендерної ідентичності, інвалідності, віку, класу, наявності або відсутності ВІЛ/СНІД.

## Сенс і форми заходів

### Концепція «гей-гордості»

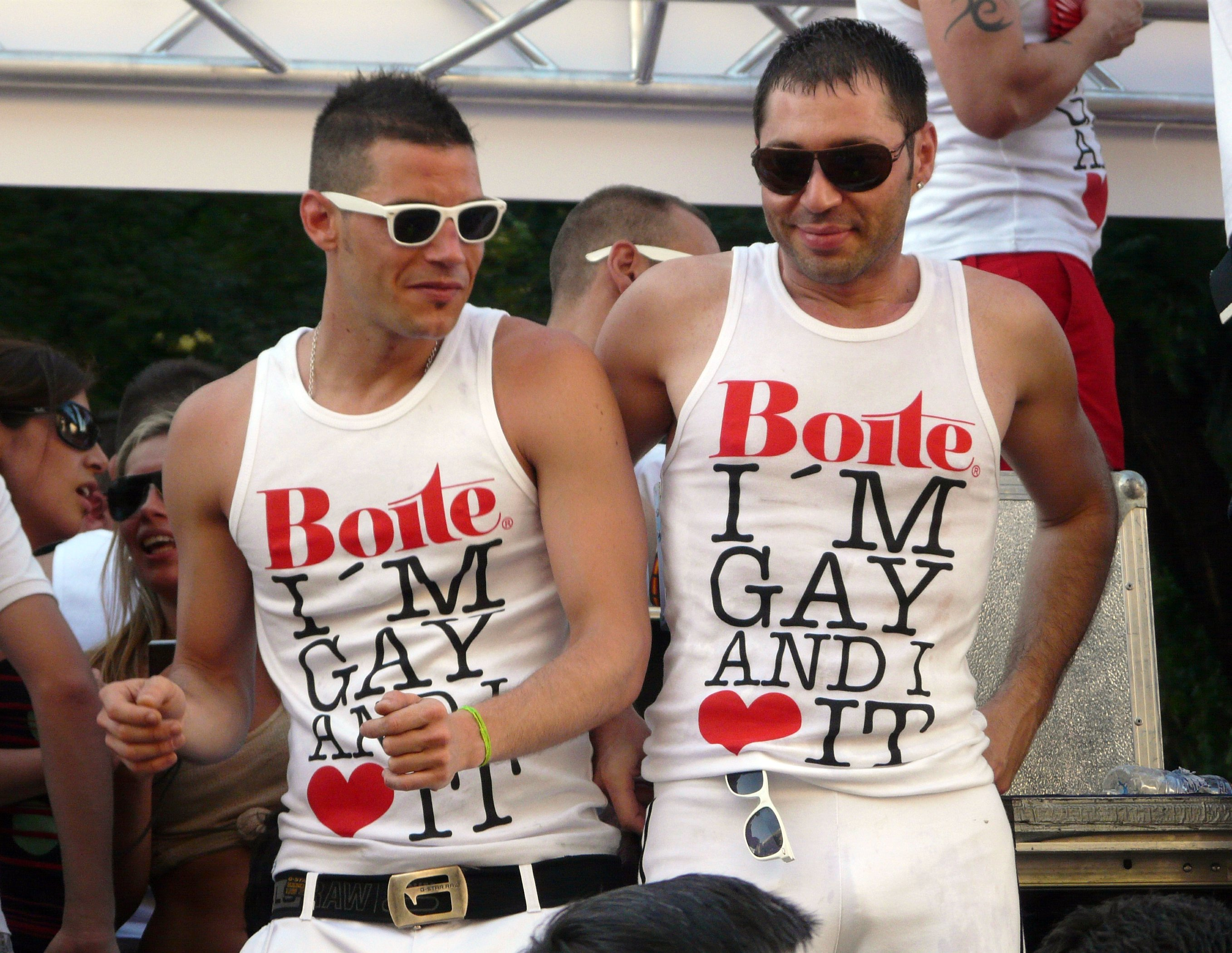
Напис на майках висловлює один з варіантів гасла «Gay Pride»: Я — гей і мені це подобається

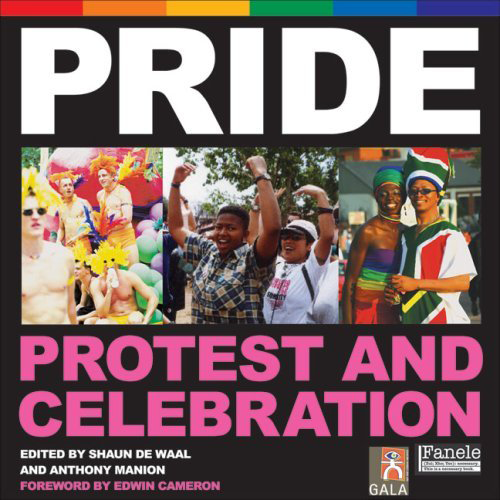
Обкладинка книги про історію гей-парадів у ПАР: протест і святкування — дві непримиренні складові будь-якого гей-параду

Велике значення в проведенні гей-парадів грає ідея відкритості і видимості гомосексуалів. Організатори акцій закликають геїв і лесбійок не приховувати від оточуючих свою сексуальну орієнтацію, вказуючи на те, що люди, які особисто знайомі з представниками ЛГБТ-спільноти, менш схильні до гомофобії. Участь в «параді гордості» є одним із способів масового «виходу з підпілля» (камінг-ауту), що сприяє розвитку толерантного ставлення суспільства.англ. «I am black and I am proud!») — це був спосіб гучно заявити про те, що бути чорношкірим не соромно.
Академік, соціолог Ігор Кон вважав, що люди можуть пишатися не тільки національністю або релігією, але і сексуальною приналежністю, оскільки для пригноблених меншин це може розглядатися як форма самозахисту. У своїй роботі «Лакмусовий папірець російської демократії» він висловив думку, що гасло «гей — це добре!» Відповіддю тим, хто вважає одностатеве кохання «Неназваним пороком».
На думку відомої американської журналістки Маші Гессен, слово «гордість» було адресовано одному з організаторів гомофільних пікетів, який намагався розборонити які взялися за руки учасників, а також поліцейським, які вважали само собою зрозумілим право проводити «перевірку статі». У статті «Навіщо потрібні гей-паради» Маша пояснює, що значок Gay & Proud варто перекладати як «Я гей, і мені нема чого соромитися», оскільки людина не повинна соромитися своєї любові.

### Цілі
Цілі проведення гей-параду різноманітні. У західних країнах на перший план виходить масова демонстрація свободи самовираження, почуття власної гідності, різноманітності та єдності ЛГБТ-спільноти, його культурний розвиток і самовизначення, торжество свободи особистості. гей-парад покликаний проявити відкритість ЛГБТ-людей, візуально підтвердити їх існування в суспільстві, підтримати толерантне ставлення до них, захистити права людини і громадянське рівноправність для всіх людей незалежно від сексуальної орієнтації та гендерної ідентичності. Гей-парад використовується як засіб залучення уваги до нагальних проблем ЛГБТ-людей. На багатьох гей-парадах піднімаються різні соціальні та політичні питання, такі як протистояння дискримінації та гомофобії, проблема поширення епідемії СНІДу, питання визнання одностатевих шлюбів, проблема кримінального переслідування і смертних страт геїв і лесбійок в країнах «третього світу».

### Форма проведення

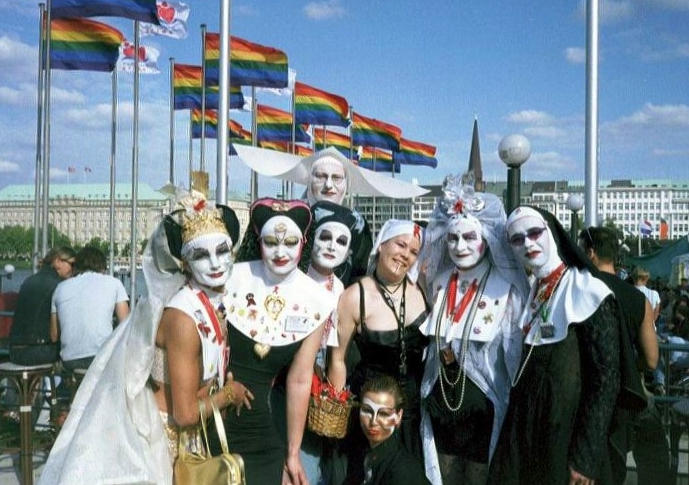
Сестри нескінченної поблажливості

Також як і цілі, форма проведення гей-параду може в значній мірі відрізнятися. Гей-паради проходять як у формі громадянських маніфестацій, так і у вигляді театралізованих маніфестацій. ЛГБТ-активісти підкреслюють, що історично гей-паради виросли з протестних маршів проти дискримінації, що проводилися гомосексуалами в боротьбі за права людини.
ЛГБТ-спільнота деколи розходиться в підходах до форми проведення гей-парадів. Так, в Тель-Авіві в 2010 році стався розкол оргкомітету проведення гей-параду з причини того, що деякі гей-активісти хотіли вшанувати пам'ять розстріляних гомофобним терористом підлітків відокремлюючи від веселих святкових заходів.
Іноді, щоб змістити акцент на початкові і основні цілі акції, хода називають, наприклад, марш за рівність або марш гордості. На таких демонстраціях висуваються вимоги дотримання прав людини щодо ЛГБТ, прийняття законів, що захищають від дискримінації, визнання одностатевих шлюбів, висловлюється протест проти гомофобії та насильства, піднімаються соціальні питання, такі як боротьба з епідемією СНІДу, проблеми соціальної захисту дітей в одностатевих сім'ях і так далі.
Частина ЛГБТ-активістів беруть думку, більшою мірою поширену в країнах західного світу, вважаючи, що гей-парад повинен просувати толерантне ставлення до ЛГБТ шляхом культурного діалогу, масового камін-ауту через святкову демонстрацію різноманітності. Такі гей-паради представляють собою ходу костюмованих учасників, що по черзі пересуваються на барвистих платформах, музичні та танцювальні виступи, театральні міні-постановки, боді-арт, перфоманси, найчастіше з еротичним підтекстом, на зразок предвелікопостного бразильського карнавалу або берлінського параду любові.
На практиці прояви двох зазначених підходів змішуються. Навіть самі святкові гей-паради зазвичай мають моменти, присвячені пам'яті жертв СНІДу та гомофобного насильства у вигляді спеціальних хвилин мовчання і семінарів. Цивільний характер ходи надає також участь політичних партій та громадських організацій зі своїми гаслами, а делегації з країн третього світу піднімають питання про проблеми ЛГБТ-людей в цих країнах (наприклад, як РФ чи КНДР), таких як кримінальне переслідування, смертні кари, потурання властей насильству. Гострі соціальні пародії, наприклад, на релігію від представників Ордена нескінченної поблажливості викликають жваві суперечки. З іншого боку, на політизованих гей-парадах присутня барвиста райдужна атрибутика і різні протестні перфоманси.

## Символіка та назва

### Символіка

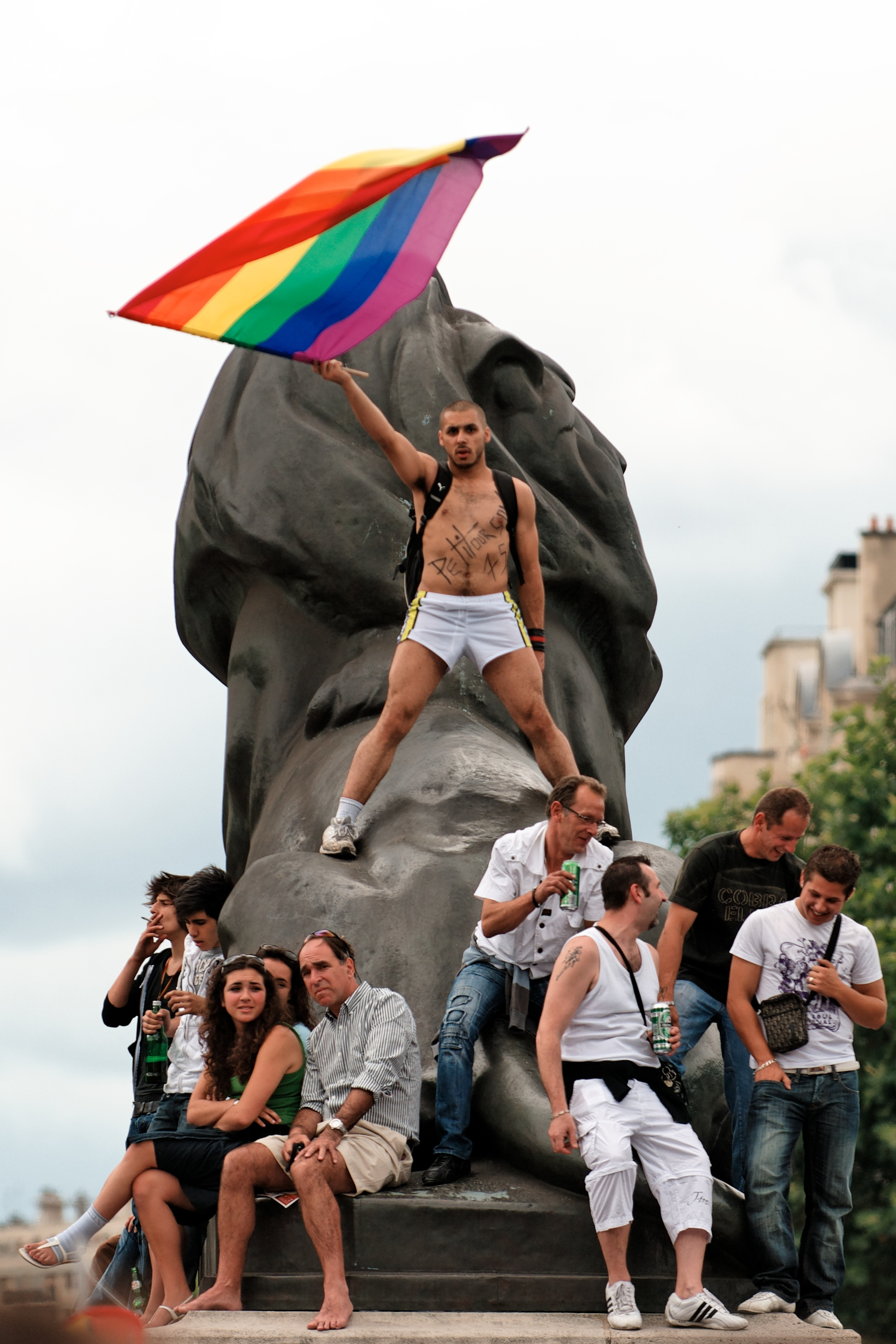
Символ гей-параду — Райдужний прапор на Бельфорский леві під час гей-параду в Парижі

Одним з головних, популярних і найвпізнаваніших символів є Райдужний прапор, відомий також як Прапор гордості (англ. Pride flag) і Прапор свободи (англ. Freedom flag). Традиційно прапор складається з шести поздовжніх смуг, кольори яких йдуть відповідно до природним порядком веселки зверху вниз: червоний, помаранчевий, жовтий, зелений, синій і фіолетовий. Прапор покликаний відображати єдність в різноманітності, красу і радість ЛГБТ-спільноти. Він є уособленням гордості і відкритості.
Веселковий прапор був розроблений Гилбертом Бейкером спеціально для гей-параду в Сан-Франциско (англ. San Francisco Gay Freedom Day) 1978 року. Цей рік став для місцевого ЛГБТ-спільноти історичним — вперше в Каліфорнії «відкритий» гей Харві Мілк посів політичний пост (як член міської наглядової ради).
Іншим часто впізнаваним символом є той, що дійшов до наших часів з нацистської Німеччини Рожевий трикутник (нім. Rosa winkel). Кампанію з популяризації «рожевого трикутника» як символу почали організації з захисту прав людини на початку 1970-х років.

### Назва
Спочатку перші американські гей-паради носили назви «День Свободи» (англ. Freedom Day) або «День Звільнення геїв» (англ. Gay Liberation Day). Однак в 1980-х роках вони були замінені на «гей-парад» і «парад гордості».
На сьогодні в різних країнах найменування гей-параду може різнитися: наприклад, в Австрії його називають Веселковим парадом (нім. Regenbogenparade), в Голландії він носить назву Рожева субота (нід. Roze Zaterdag), в Німеччині і Швейцарії — День Крістофер-стріт (англ. Christopher Street Day), в Японії — Райдужний марш (англ. Rainbow March), Rainbow March. В Латвії проходять Дні Дружби, в Австралії гей-паради злилися з карнавальними святами Марді Гра і носять однойменну назву.

## Організація, підготовка та проведення

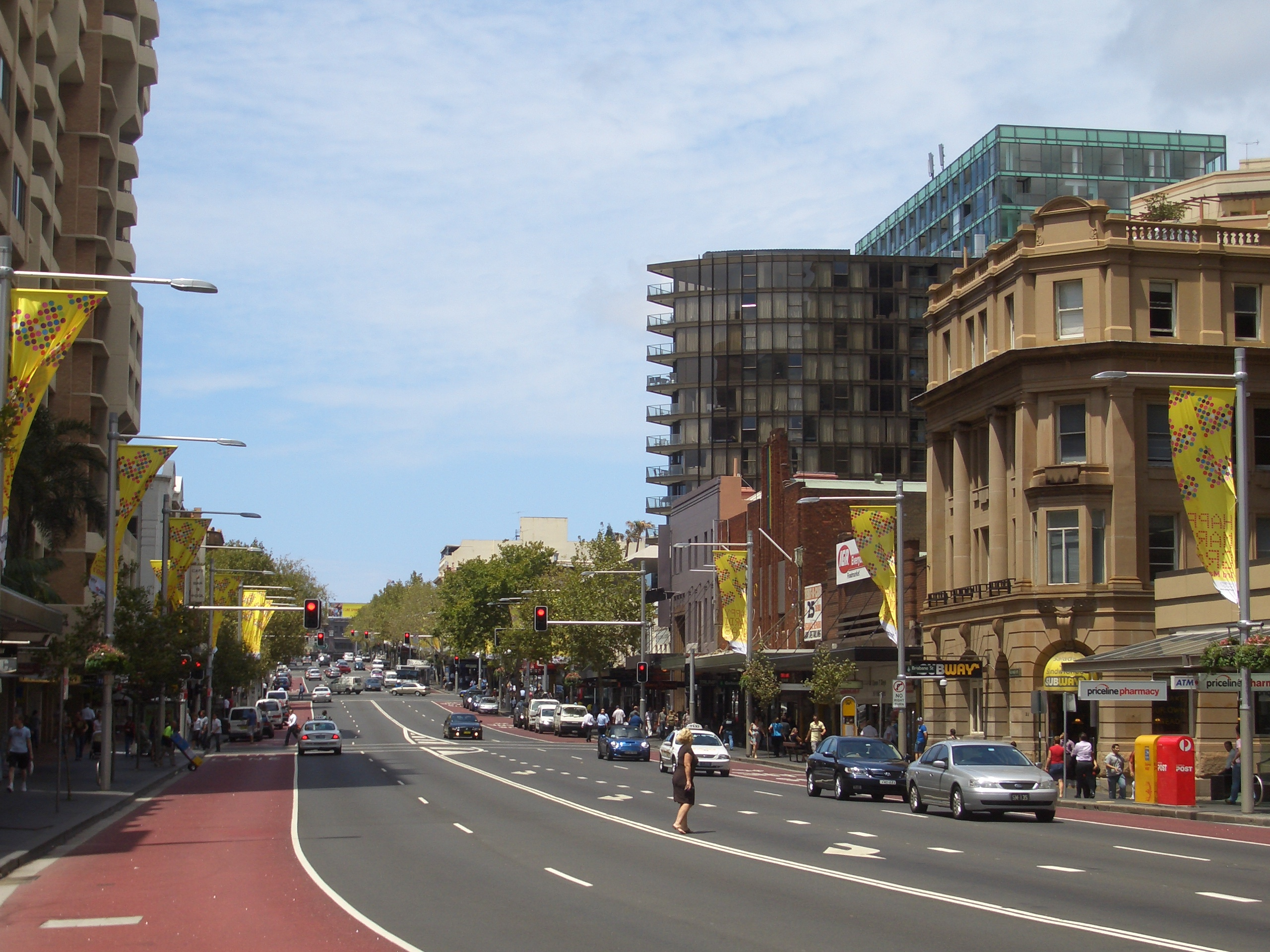
Гей-квартал «Оксфорд-стріт» — місце проведення Сіднейського гей-параду

### Місця проведення
Гей-паради проходять в містах незалежно від кількості проживаючого в них населення будь то многоміліонной Сан-Паулу або ірландське містечко Слайго — найменше у світі місто, де був проводений гей-парад .
Найчастіше гей-паради проводяться в так званих гей-кварталах (англ. gay village, також gay neighborhood, gay district) — міських районах, в яких проживає або яку часто відвідує велика кількість лесбійок, геїв, бісексуалів і трансгендерів. Найбільші гей-паради проходять в районах: Кастро-стріт в Сан-Франциско, Французький Квартал в Новому Орлеані, Лейкв'ю в Чикаго, Оксфорд-стріт у Сіднеї. Проведення гей-парадів в подібних районах дуже зручно як для організаторів, так і для учасників і глядачів, оскільки вони мають високу концентрацію проживаючих там ЛГБТ-жителів і володіють необхідною для геїв і лесбійок інфраструктурою — гей-барами, нічними клубами, гей-саунами, тематичними магазинами, тощо.
У багатьох містах гей-паради проводяться на центральних вулицях, наприклад на П'ятої авеню в Нью-Йорку, Авеніда Пауліста в Сан-Паулу, на Трафальгарській площі в Лондоні і площі Бастилії в Париже, а в деяких випадках гей-паради проводяться поза міських вулиць, наприклад «Amsterdam Canal Parade» проходить по каналу Принсенграхт і річці Амстел.

### Підготовка та проведення

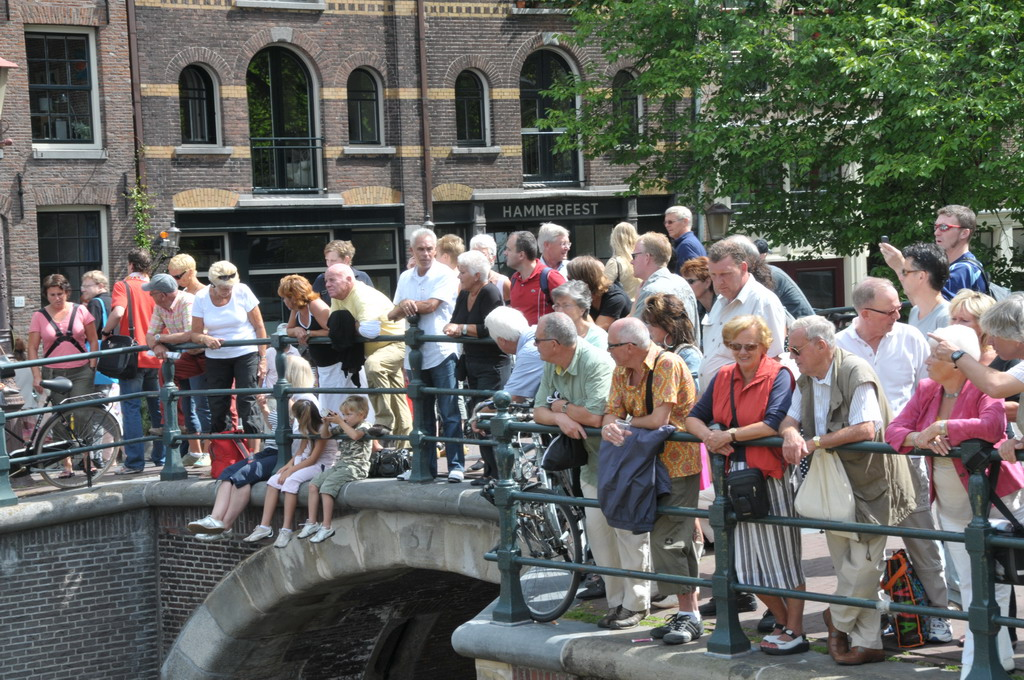
Глядачі на Amsterdam Canal Parade в 2008 році

Підготовка до проведення гей-параду зазвичай починається відразу ж після закінчення попереднього параду. Через офіційні сайти заходи відбувається набір волонтерів, які допомагають організаторам.
Учасники бронюють апартаменти і номери в готелях. Як правило, «найкращі варіанти» закінчуються за півроку до проведення гей-параду. Поняття «найкращі варіанти» щодо апартаментів включає в себе: кількість кімнат і спальних місць, ціна, розташування щодо проведення основних заходів, наявність або відсутність «seaview», тощо.
Гей-паради в різних містах світу збирають десятки, а іноді й сотні тисяч, а в деяких випадках, мільйони учасників і глядачів. У найбільшому гей-параді в Сан-Пауло щорічно бере участь понад трьох мільйонів чоловік. Наймасовішим гей-парадом став парад у Тайвані (до 6 мільйонів учасників). Зазвичай гей-паради очолюють командувачі парадом — гранд-маршали (англ. Grand Marshal) — почесні гості свята, які своїм особистим прикладом і громадянською активністю сприяли зміцненню толерантного ставлення до ЛГБТ. У різні роки гранд-маршалами ставали, наприклад: олімпійський чемпіон Меттью Мітчем і американська комедійна актриса Лілі Томлін в Сіднеї, актор Іен Маккеллен в Манчестері, фігурист Джонні Вейр в Лос-Анджелесі, співачка Сінді Лопер в Сан-Франциско, британський баскетболіст Джон Амечі в Чикаго. Нерідко гранд-маршалами стають відомі політики і гей-активіст і, наприклад: мер Чикаго Річард Дейлі, бургомістр Берліна Клаус Воверайт, гей-активіст Микола Алексєєв.

### Висвітлення в ЗМІ
Багато гей-парадів широко висвітлюються в національних та міжнародних ЗМІ. Так, в Австралії в 2011 році прямі включення з гей-параду транслювалися по радіо Joy 94,9 FM, Мельбурні 2SER 107,3 FM, Сідней. Парад був також повністю показаний в прямому ефірі на каналі Arena (FOXTEL). Ведучими трансляції були: танцюрист Луї Спенс («Кішки»), телеведучі Шарлотта Доусон («Топ-модель по-австралийски») і Рубі Роуз («MTV Australia»), а також олімпійський чемпіон Метью Мітчем і комедійна актриса Каролін Рід (в образі «Пем Енн»). Парад також транслювався через австралійську супутникову радіомережа (CBAA).

### Вплив на економіку
Щорічно гей-паради та пов'язані з ним події відвідує від декількох тисяч до декількох мільйонів туристів. Готелі, бари і ресторани, а також магазини, що торгують сувенірами з ЛГБТ-символікою приносять міському бюджету багатомільйонні доходи. Приміром, за різними оцінками щорічний дохід від гей-параду в Торонто становить понад $ 130 мільйонів, в Новому Орлеані — понад $ 160 мільйонів, в Сан-Паулу — понад $ 190 мільйонів.

## Учасники

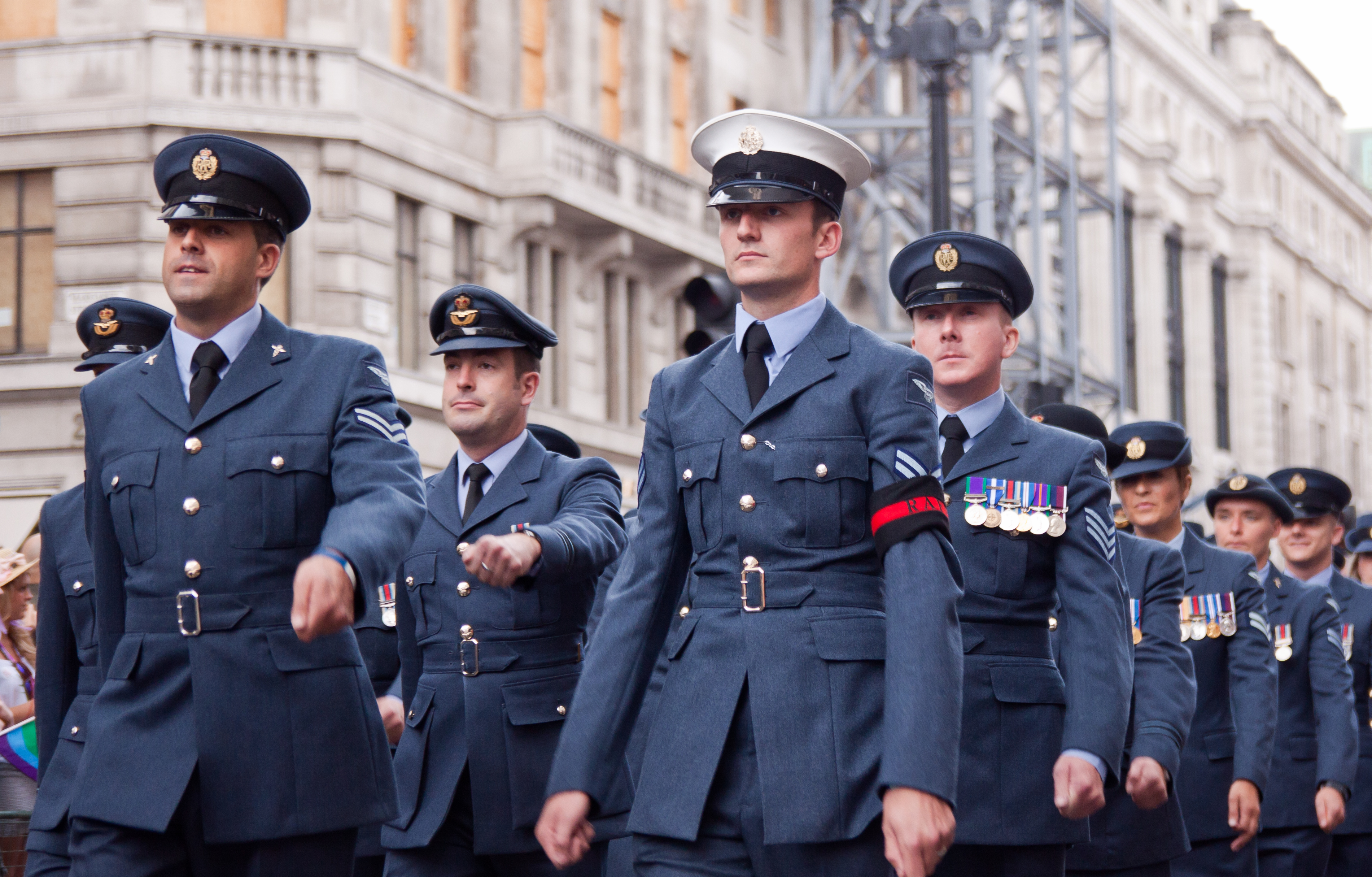
Представники Королівських ВПС Великої Британії на Лондонському гей-параді 2011

Практично в кожному гей-параді беруть участь представники різних політичних партій, губернатори і мери міст, представники профспілок, а також дружніх соціальних інститутів і компаній, таких як Google, Microsoft, YouTube . Свою підтримку висловлюють відомі правозахисні та ЛГБТ-організації. У ході також беруть участь геї-інваліди, геї-представники національних меншин, геї-мусульмани і католики, а також геї — представники збройних сил, поліції, рятувальних і пожежних служб.
У гей-парадах приватно беруть участь видатні представники спорту і зірки шоу-бізнесу. Так в 2010 році в параді в Чикаго брав участь хокеїст Брент Сопів, який тримав в руках Кубок Стенлі в пам'ять про загиблого в автомобільній аварії гея — гравця Чикаго Блекхоукс Брендона Бёрке.
Крім інших в гей-парадах різною мірою беруть участь працівники порностудій, чоловічих журналів, гей-барів, нічних клубів і гей-саун.

### Правозахисні організації
Частим гостем практично на кожному гей-параді є заснована в 1961 році у Великій Британії, міжнародна неурядова організація «Міжнародна амністія» (відома також як «Amnesty», AI, Amnesty International, МА, «Емнесті»), яка ставить своєю метою «починати дослідження і дії, спрямовані на попередження і припинення порушень прав на фізичну і психологічну недоторканність, на свободу совісті та самовираження, на свободу від дискримінації в контексті своєї роботи з просування прав людини». Іншою організацією, представники якої не рідко беруть участь в гей-парадах, є «Хьюман Райтс Вотч» (англ. Human Rights Watch, HRW — Спостереження за правами людини) — неурядова організація, що займається моніторингом, розслідуванням і документуванням порушень прав людини більш ніж в 70 країнах світу.

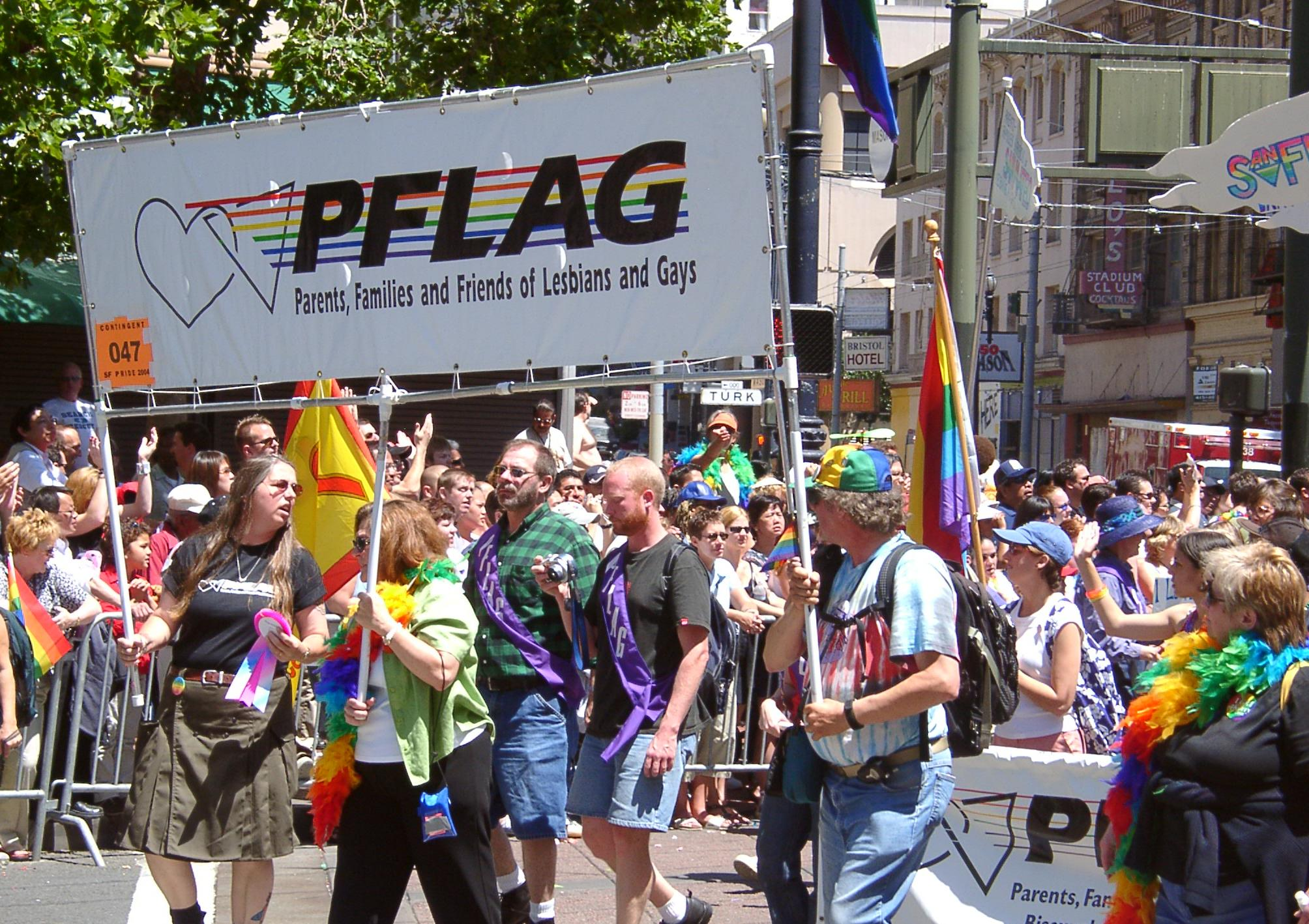
Представники організації PFLAG на гей-параді в Сан-Франциско в 2004 році

Постійним учасником гей-парадів є некомерційна організація «Батьки та друзі лесбійок і геїв» (англ. PFLAG - Parents and Friends of Lesbians and Gays), що об'єднує членів сім'єю лесбійок, геїв, бісексуалів і трансгендерів, а також їхніх друзів. PFLAG має понад 500 філій і близько 200 000 членів і прихильників в Сполучених Штатах і 11 інших країнах.
PFLAG займається активною підтримкою сімей та друзів членів ЛГБТ — співтовариства за допомогою освітніх та роз'яснювальних програм, допомагає геям і лесбійкам в подоланні негативної реакції суспільства на їх спосіб життя, а також активно бореться проти дискримінації ЛГБТ-громадян, бере участь у русі за забезпечення рівних прав, незалежно від їх сексуальної орієнтації.
Поряд з організацією PFLAG в гей-парадах беруть участь представники незалежних студентських організацій «Альянс геїв і гетеросексуалів» (англ. Gay-straight alliances, GSAs, «гей-стрейт альянси»). Подібні альянси найпоширеніші в північноамериканських і канадських школах, коледжах та університетах. Їх метою є забезпечення безпечної, дружній і терпимої атмосфери для лесбійок, геїв, бісексуалів, трансгендерів та їх гетеросексуальних друзів і союзників. До 2007 року кількість подібних організацій приблизно перевищило 3 000. На відміну від правозахисних ЛГБТ-організацій, альянси геїв і гетеросексуалів фокусуються на праві кожної людини, незалежно від його сексуальної орієнтації або ідентичності, любити і бути коханим; на взаєморозумінні, терпимості, взаємній повазі і визнанні того, що люди можуть мати різні уподобання, в тому числі і сексуальні; а також створенні безпечної атмосфери для обговорення проблем, з якими стикається ЛГБТ-молодь.
Часто в парадах бере участь міжнародна організація, що займається питаннями дотримання прав людини для ЛГБТ — «ILGA» (англ. International Lesbian and Gay Association, скор. ILGA). ILGA включає в себе понад 600 ЛГБТ-організацій в приблизно 110 країнах світу, об'єднаних по регіонах ILGA-Africa, ILGA-Asia, ILGA-ANZAPI (Австралія та країни Океанії), ILGA-Europe, ILGA-North America, ILTGA-LAC (країни Південній і Центральної Америки).

### Релігійні організації

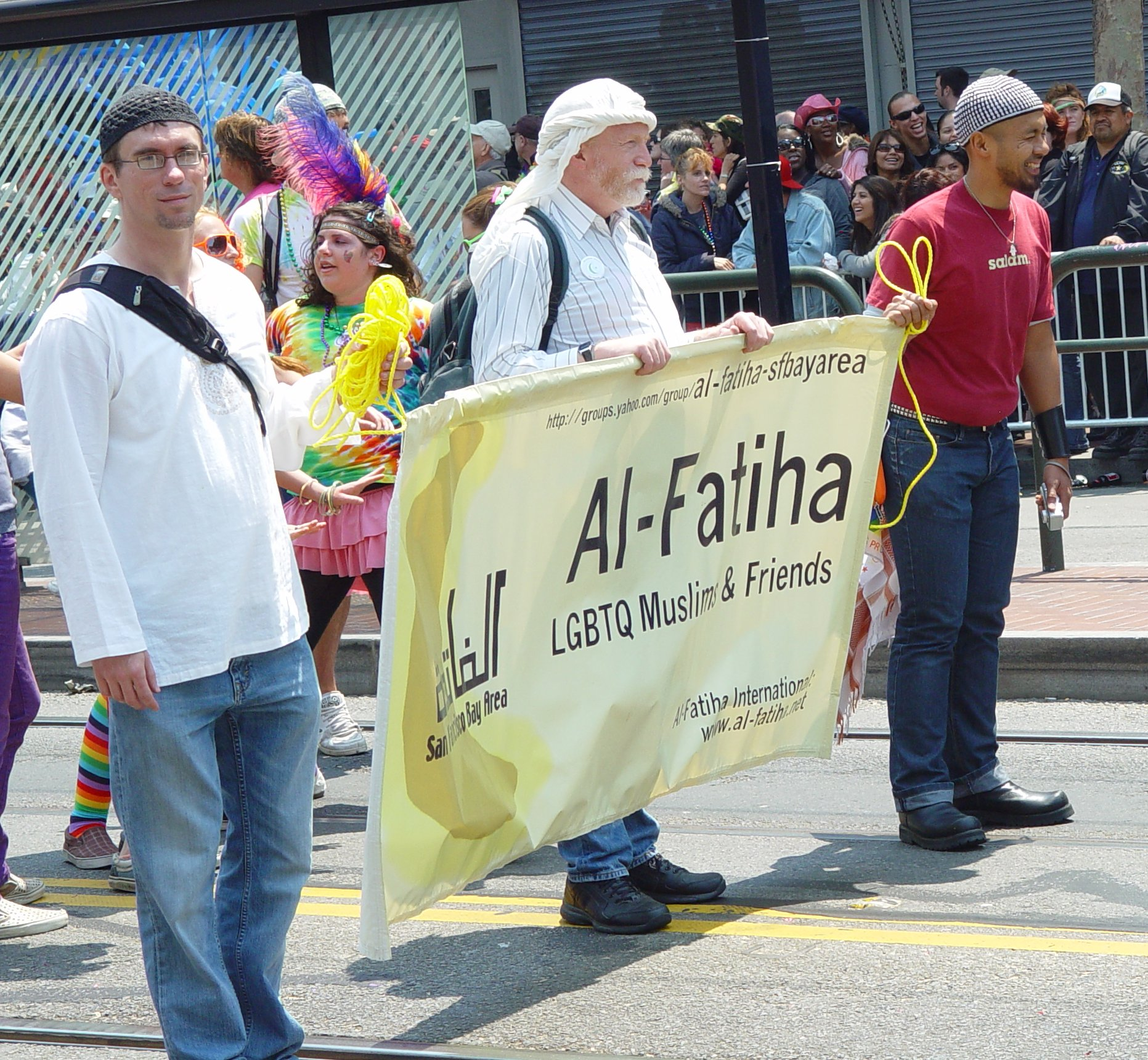
ЛГБТ-мусульмани на гей-параді в Сан-Франциско в 2008 році.

Хоча представники ортодоксальних течій і релігійні консерватори часто висловлюються про неприпустимість проведення гей-парадів, існують різні церкви і деномінації, що виступають на захист прав ЛГБТ, а також релігійні організації, що об'єднують ЛГБТ-віруючих, які беруть участь в гей-парадах.
Як приклади участі в гей-парадах таких християнських об'єднань можна назвати: Церква Швеції, Єпископальну церква, Євангелічну лютеранську церкву в Америці, Об'єднану церкву Христа, метропольну общинну церкву і багато інших. Міжнародне та міжконфесійне Рух християн лесбійок і геїв, що базується у Великій Британії, також бере участь в гей-парадах. У числі інших ЛГБТ-організацій Європи цей рух виступило на підтримку акцій протесту проти заборони гей-парадів у Москві та Києві.
У гей-парадах беруть участь і громади різних ліберальних напрямків юдаїзму, таких як реформістський і реконструктивістський, і юдейські ЛГБТ-організації, як, наприклад, Міжнародний конгрес ЛГБТ-юдеїв (World Congress of Gay, Lesbian, Bisexual, and Transgender Jews: Keshet Ga'avah). Існує невелике число ЛГБТ-приймаючих груп в ліберальних рухах ісламу, які також беруть участь в гей-парадах, наприклад, «Аль-Фатіха» і «Мусульмани за прогресивні цінності» (Muslims for Progressive Values).

### Представники субкультур
Важливу роль в гей-параді грають представники різних гей-субкультур.

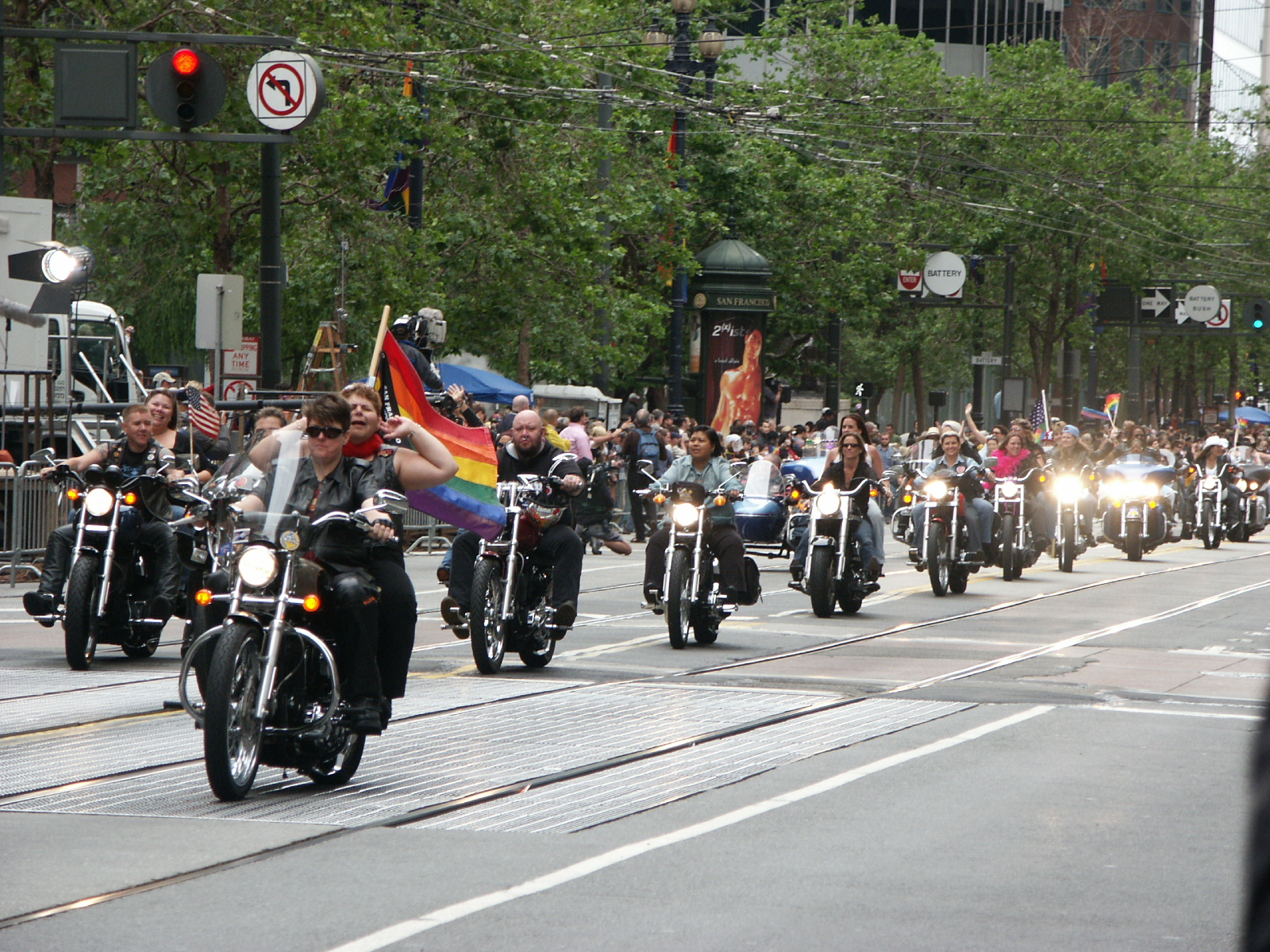
«Dykes on Bikes» на гей-параді в Сан-Франциско в 2005 році

Практично будь-який гей-парад, політичну ЛГБТ-ходу, спортивний захід від США до Австралії відкривають представниці «Dykes on Bikes» (укр. Лесбійки на мотоциклах) — міжнародної мережі лесбійок, що віддають перевагу мотоциклам як засобу пересування. Вираз «Dykes on Bikes» є усталеним і зареєстрованим товарним знаком, тому часто використовується зі знаком ®.
Вперше «Dykes on Bikes» з'явилися в 1976 році на гей-параді в Сан-Франциско. Спочатку мотоцикли знаходилися не на початку колони, а в середині, що створювало серйозні проблеми, оскільки темп руху параду часто повільніше швидкості мотоциклів. З часом назва «Dykes on Bikes» змінилося на більш широке — Жінки-мотоциклістки, щоб позначити у своїх рядах не тільки лесбійок, але і бісексуалок і трансгендерів.
Останнім часом не рідкісні випадки приєднання до колон «Dykes on Bikes» чоловічої частини ЛГБТ-спільноти. Так в 2002 році на параді в Сан-Франциско до більш ніж тисячі представниць «Dykes on Bikes» приєдналося кілька десятків чоловіків, які назвали себе «Mikes on Bikes». На їх мотоциклах було написано: «Hi, my name is Mike.» (укр. Привіт. Мене звуть Майк).
Одними з найчисленніших учасників гей-парадів є «ведмеді» (англ. Gay Bears) — представники гей-субкультури, що відрізняються волохатістю тіла (насамперед, волохатістю на грудях і животі), а також наявністю бороди і вусів. З початку 90-х років американські гей-спільноти «ведмедів» активно розповсюдили свій вплив на сусідні Канаду і Мексику. Нарівні з традиційним міжнародним центром «ведмежою» культури Сан-Франциско, не менш значущим стає мексиканська столиця — місто Мехіко. Нарівні з американським континентом, субкультура набула широкого поширення в європейських країнах.

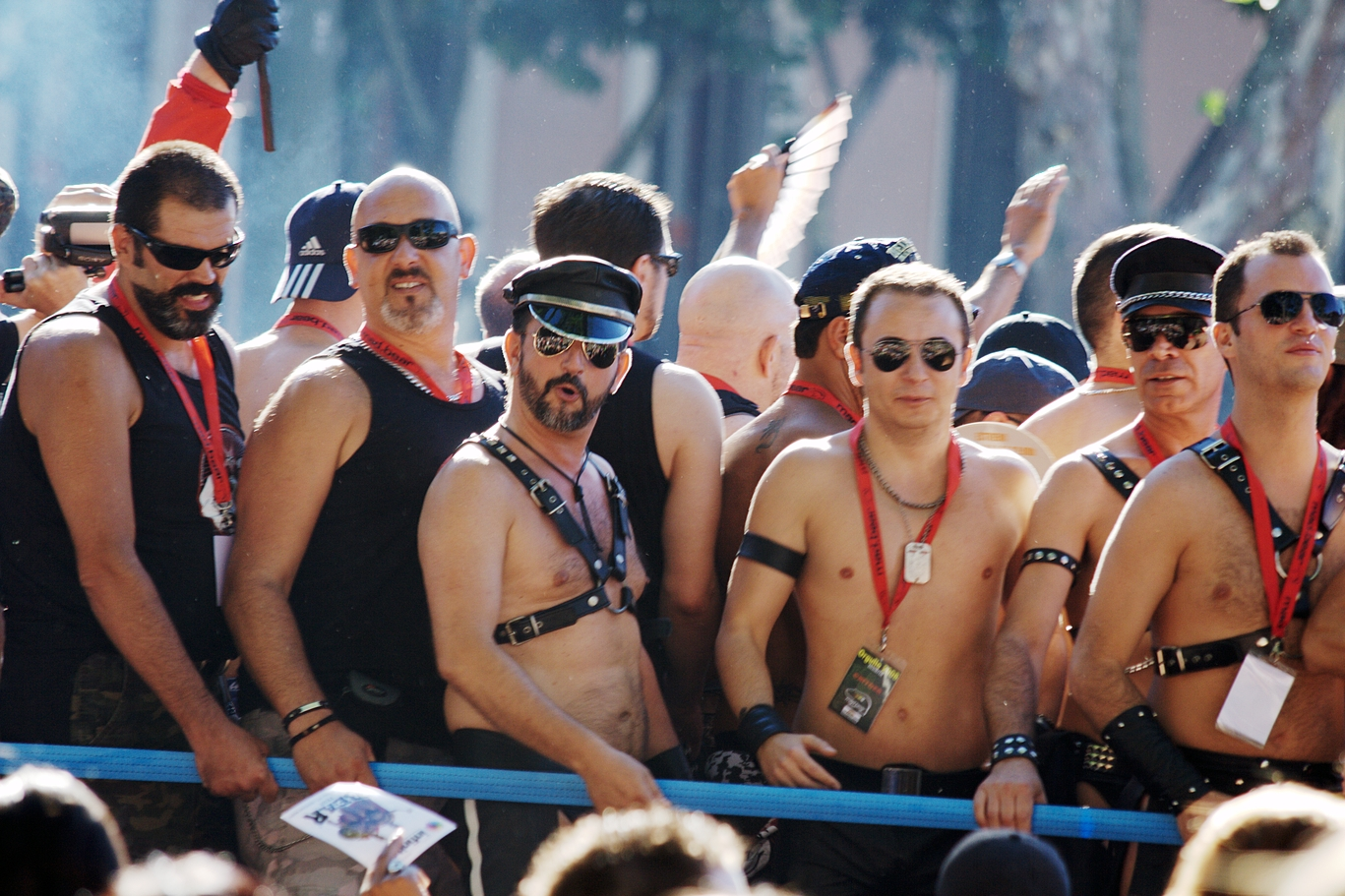
«Чоловіки в шкірі» на Мадридському гей-параді в 2008 році

Не менш численними учасниками гей-парадів є представники «шкіряної» субкультури, так звані «Leathermen» (від англ. leather — шкіра (матеріал) і англ. man — чоловік). На відміну від «ведмедів», в «шкіряній» колоні беруть участь не тільки представники ЛГБТ-спільноти, а й гетеросексуальні чоловіки і жінки — представники численних BDSM — субкультур, котрі воліють носити в повсякденному житті та використовувати під час сексуальних практик шкіряний одяг і аксесуари.
Разом з «чоловіками в шкірі» в параді беруть участь представники порівняно молодого течії «Міжнародне Братство BLUF» (аббр. англ. Breeches and Leather Uniform Fanclub — дослівно Фанклуб штанів і шкіряної уніформи), об'єднуюче геїв і МСМ, що зазнають інтерес до штанів і уніформи, виконаної зі шкіри. Одним з обов'язкових атрибутів також є шкіряні чоботи (англ. jackboots), в які заправляються штани. Яскравим прикладом гіперболізованої маскулінності представників BLUF є роботи художника Tom of Finland, який фундаментально вплинув на розвиток цієї течії.
Найчастіше, шкіряний одяг BLUF нагадує уніформу німецьких солдатів часів Другої Світової війни. Однак, учасникам братства строго настрого заборонено використання нацистської символіки. Іншим популярним стилем є уніформа американських і німецьких патрульних поліцейських. Переважно представники BLUF проживають в країнах Північної Європи: Бельгії, Данії, Фінляндії, Франції, Німеччини, Ірландії, Нідерландах, Великій Британії та Швеції; а також у Північній Америці. Однак члени братства проживають і в Південній Америці, Азії та Африці. Незважаючи на досить розрізненість членів братства часто проводять свої міжнародні вечірки і беруть участь в парадах як учасники і волонтери.

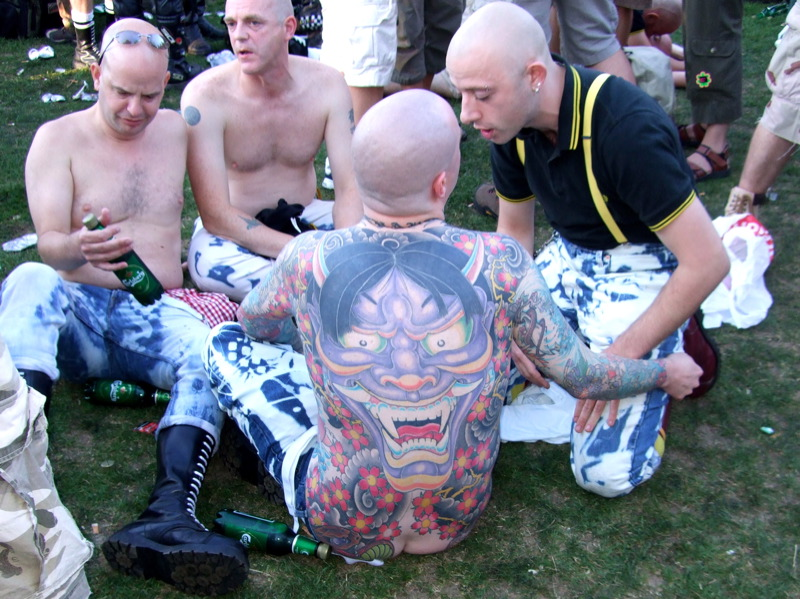
гей-скінхеди на гей-параді в Брайтоні в 2007 році

Гей-скінхеди (англ. Gay Skinhead) — представники гей-субкультури, що ідентифікують себе з субкультурою скінхедів. Нерідко гей-скінхедами стають люди з сильними ультра-правими політичними і моральними переконаннями. Оскільки подібні переконання ніяк не пов'язані з сексуальною орієнтацією, представникам руху скінхедів не особливо цікавляться сексуальними уподобаннями їх побратимів. До геїв в своїх рядах скінхеди абсолютно байдужі, а от до решті представників ЛГБТ-спільноти ставляться з осторогою. Представник одного з угрупувань скінхедів висловився з приводу геїв:
 Дана Інтернешнл поміняла стать, але вона ж виглядає і поводиться як справжня леді, а на всяких там <…> дивитися гидко. І добре б, вони так себе вели в своїх «Блакитних устрицях», але вести себе подібним чином в центрі міста — неприпустимо. А ось покійного гея Піма Фортайна я дуже навіть поважаю — правильний був мужик, сміливий, розумніший і більш освічений за багатьох… 
Організації гей-скінхедів (GSM — Gay Skinhead Movement) почали поширюватися з кінця 1980-х років. У Європі найбільшими об'єднаннями гей-скінхедів є «Gay Skinhead Group» у Великій Британії, «Fenix Gay Skinhead Nation» в Бельгії і «French European Gay Skinhead Association» у Франція. гей-скінхеди вкрай рідко беруть участь в гей-парадах внаслідок того, що вони відкидають мейнстрим гей-спільноти як занадто комерціалізований.

## Знамениті гей-паради світу

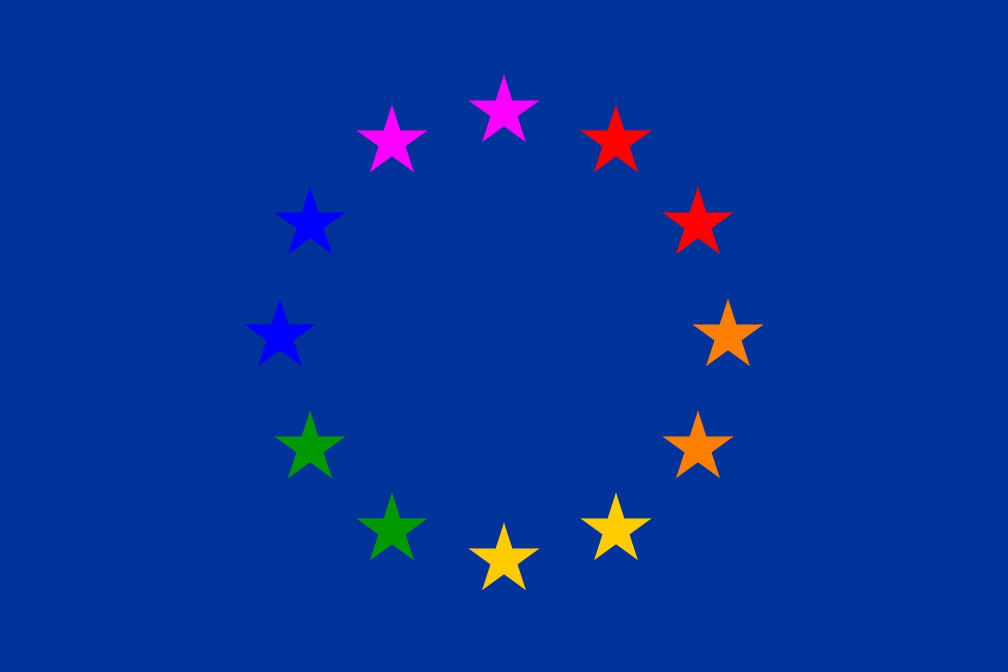
Прапор загальноєвропейського гей-параду «Європрайд»

### «Європрайд» і «Всесвітній парад гордості»
«Європрайд» (англ. Euro Pride) — найбільший європейський захід, який щорічно проводиться в столицях країн Європи. Крім дводенного гей-параду, що традиційно завершує захід, під час проведення Європрайду, який зазвичай триває до двох тижнів, проходять численні спортивні та мистецькі заходи, концерти, різні клубні вечірки, дні пам'яті жертв СНІДу. У 2015 році «Європрайд» вперше пройде в мусульманській країні — Туреччині.
Іншою помітною подією в житті ЛГБТ-спільноти є «Всесвітній парад гордості» (англ. WorldPride) — організований міжнародним об'єднанням InterPride — подія, яка допомагає геям, лесбійкам, бісексуальності і трансгендерам звернути увагу міжнародної спільноти на свої проблеми.
Перший «Всесвітній парад гордості» пройшов в Риму в 2000 році, в 2006 він пройшов у Єрусалимі, а в 2012 році парад пройде в Лондоні і буде збігатися з XIX «Європрайду» і XXX Літніми Олімпійськими іграми. З 2014 року «Всесвітній парад гордості» буде проводитися раз на п'ять років.
Місто, що прийматиме «Всесвітній парад гордості» обирається членами, що входять в InterPride на «Щорічній конференції» (англ. Annual General Meeting). У 2014 році парад прийматиме Торонто, який випередив Стокгольм у другому турі голосування.

### Парад по каналам Амстердама

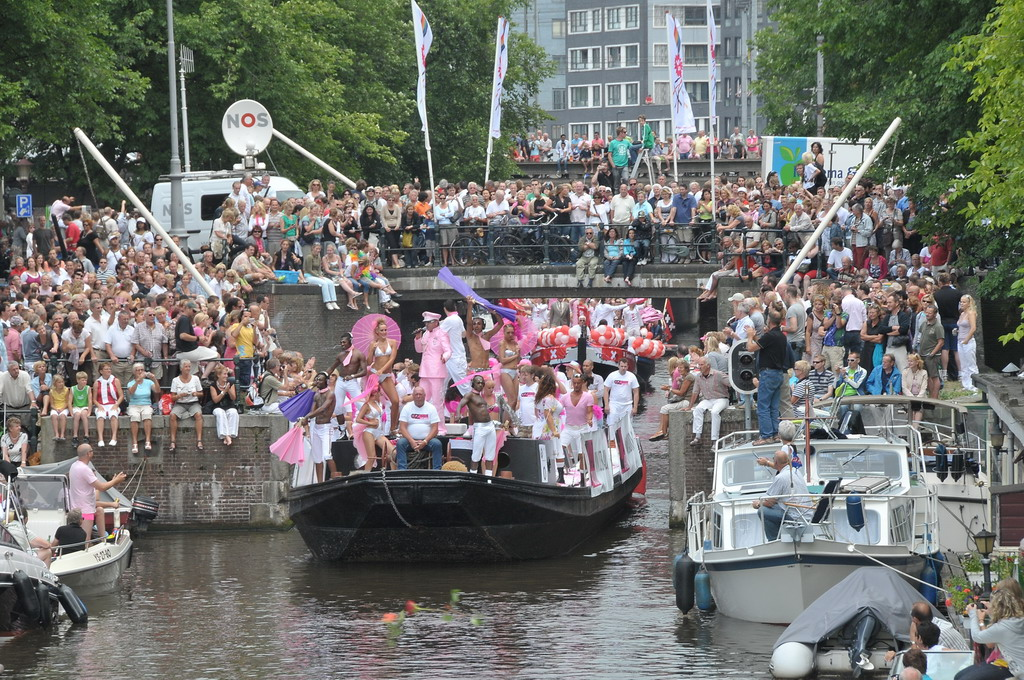
Парад по каналам Амстердама

Парад по каналам Амстердама (англ. Amsterdam Canal Parade) проводиться в першу суботу серпня в центрі столиці Королівства Нідерландів з 1996 року. Парад проходить в вигляді низки кораблів-платформ, що пропливають по водних каналах міста. Проведення параду підтримується міською владою і є однією з найвідоміших туристичних визначних пам'яток Амстердамаh. Щорічно парад відвідує кілька сотень тисяч туристів, що робить його найбільшою подією, яка відбувається в Амстердамі.
Маршрут параду, в якому беруть участь барвисті катери, пролягає від Вестердока через Принсенграхт і річку Амстел до Остердоку.
Амстердамський гей-парад вважається одним з найуспішніших і визнаних у світі. Крім самого параду в центрі міста на площі Рембранта проходять концерти, спортивні змагання, вуличні гуляння. У 2008 році в параді брала участь човен Уряду Нідерландів і мерії Амстердама. Того року гей-парад подивилося близько 500,000 тисяч глядачів.

### «День Крістофер-стріт»

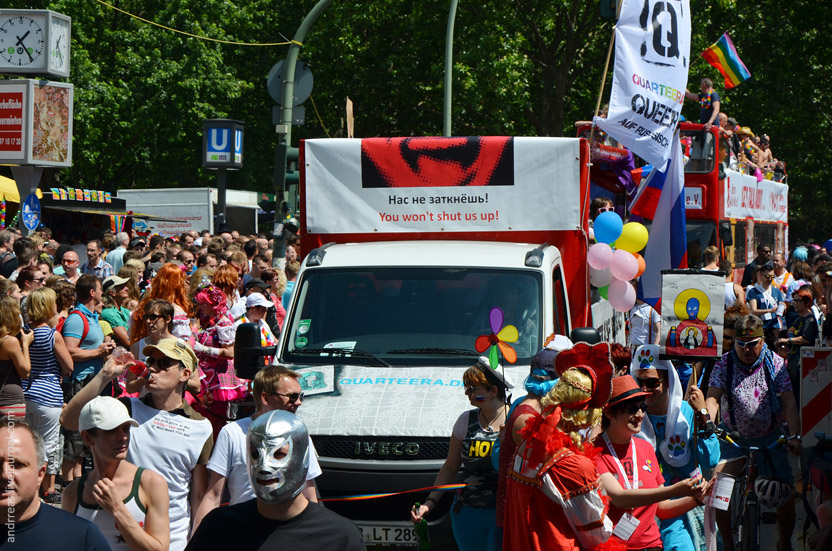
Російськомовна група на CSD 2012 в Берліні протестує проти закони про пропаганду гомосексуальності в Росії.

У Німеччині та Швейцарії щорічно проходять гей-паради під єдиною назвою — День Крістофер-стріт (англ. Christopher Street Day, скорочено CSD). Карнавали і демонстрації проводяться на честь святкування успіхів, досягнутих ЛГБТ-рухом і проти дискримінації ЛГБТ.
Перший CSD в Німеччині відбувся в 1979 році в Бремені і Західному Берліні. Слід зазначити, що перша демонстрація ЛГБТ пройшла вже 29 квітня 1972 року в Мюнстері. У наступні роки також проходили різні демонстрації. Перший CSD в Швейцарії відбувся 24 червня 1978 року в Цюриху. Тоді він був названий Christopher-Street-Liberation-Memorial Day.
На сьогодні практично в кожному великому місті Німеччини проводиться свій CSD. Найбільші з них проходять в Берліні і Кельні. У 2002 році в Кельнському параді взяло участь понад 1,2 мільйонів чоловік (безпосередні учасники, гості та глядачі).
У Німеччині немає чітко встановленої дати для проведення CSD. Паради проводяться в один з вихідних днів з червня по серпень. Під час CSD проводяться також і демонстрації, які плануються різними організаціями. В парадах беруть участь офіційні делегації великих компаній, некомерційних організацій, політичних партій. Поряд з CSD-парадами в багатьох містах проводяться різні міські вуличні ярмарки або фестивалі, що відкривають або закривають тиждень, на якій проводиться CSD. Щороку черговий CSD проходить під певним гаслом.

### «Orgullo Gay»

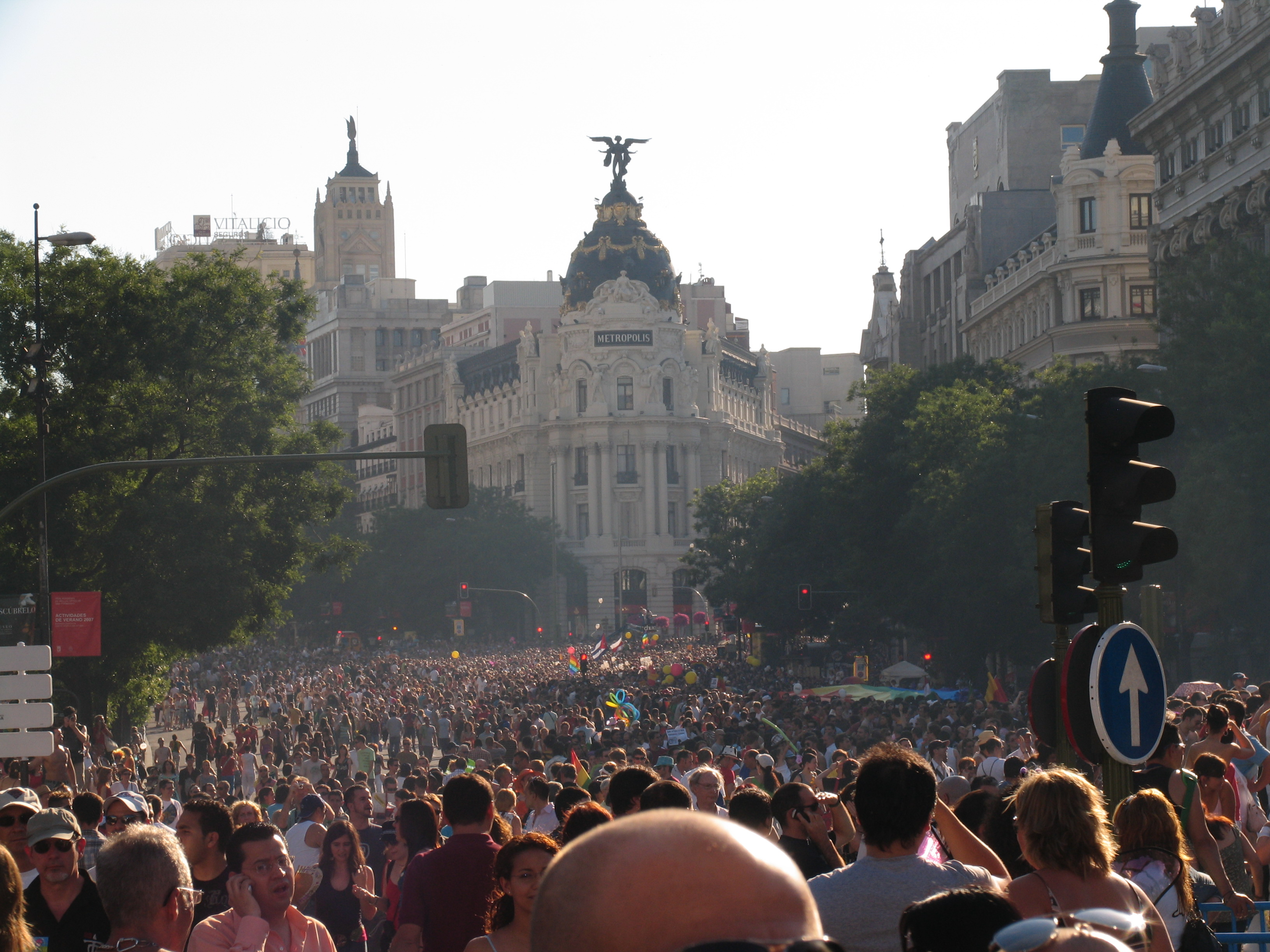
«Orgullo Gay» — гей-парад в Мадриді

Мадридський гей-парад «Orgullo Gay» проходить в іспанській столиці в першу суботу після 28 червня. Вперше гей-парад був організований в 1979 році після смерті Франко. Зараз захід організовується «Мадридською ЛГБТ-колективом» (COGAM) і «Іспанською федерацією геїв, лесбійок, бісексуалів і трансгендерів» (FELGTB) за підтримки національних та міжнародних ЛГБТ-організацій. Парад підтримує безліч відомих організацій, таких як Microsoft, Google, Schweppes, а також різні політичні партії і профспілки, включаючи Іспанську соціалістичну робочу партію, Об'єднаних лівих. Мадридський гей-парад є найбільшим гей-парадом в Європі, в якому щорічно беруть участь понад 1,5 мільйона осіб Кількість учасників згідно з офіційними даними іспанського уряду.
У 2007 році в Мадриді проходив «Европрайд», в якому брало участь близько 2,5 мільйонів осіб. Близько 200,000 чоловік прибуло на парад з інших країн. Крім Іспанії, «Европрайд» брали також Валенсія і Севілья, та Каталонія — Барселона.

### Гей-парад в Торонто
У рамках «Тижня гордості» в Торонто організується гей-парад, який проходить по Янг-стріт — однієї з найдовших вулиць у світі. Захід організовується «Pride Toronto».
В останні десятиліття Торонто став одним з найпрогресивніших міст в плані позитивного ставлення до ЛГБТ-спільноти в Північній Америці. Активісти здобули велику перемогу в 2003 році, коли апеляційний суд Онтаріо залишив в силі рішення суду, згідно з яким в провінції дозволялися одностатеві шлюби. Гей-парад в Торонто є одним з найстаріших і найбільших у Північній Америці. Щорічно його відвідують більше мільйона чоловік.

### «Марш гордості»

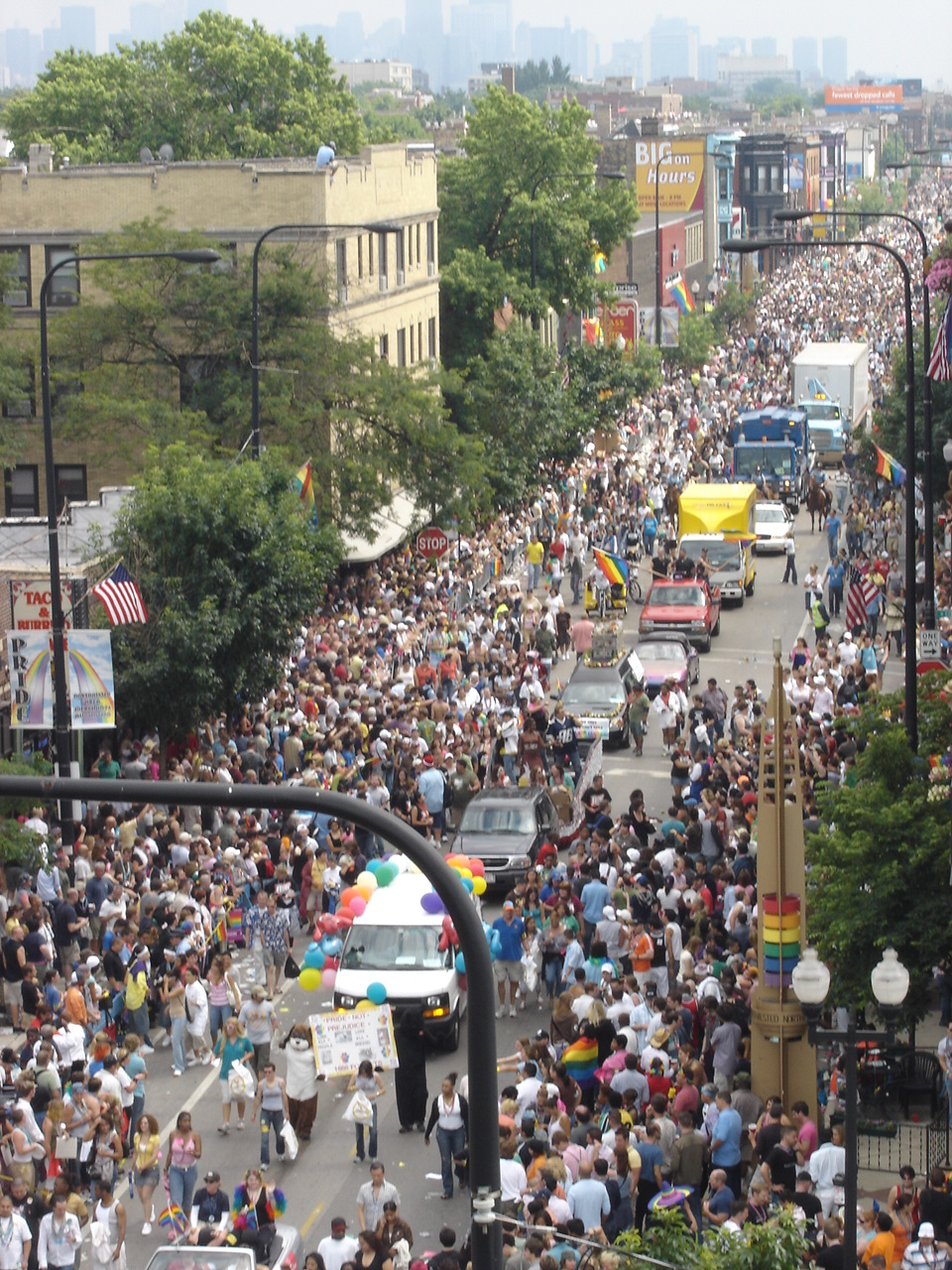
Одна з центральних вулиць Чикаго, під час проведення гей-параду

«Марш гордості» (англ. Gay Pride March) — найстаріший у світі гей-парад, що проходить щорічно 28 червня в Нью-Йорку. Маршрут параду бере свій початок на П'ятій Авеню і закінчується в Гринвіч-Віллидж навпроти бару «Стоунволл-інн».
Нью-йоркський гей-парад офіційно називається Маршем, а не парадом. Організаторами нью-йоркського маршу було прийнято, що до тих пір поки в усьому світі не буде визнано рівність ЛГБТ-спільноти, офіційно він буде називатися не парадом, а саме маршем.
«Марш гордості», фестиваль «PrideFest» і вечірка «Dance on the Pier» є частиною «Нью-йоркської Тижня Гордості». Організатором заходу з 1984 року є організація «Heritage of Pride».

### Чиказький гей-парад
В останню неділю липня в Чикаго проходить щорічний гей-парад (англ. Chicago Pride Parade). Парад є кульмінаційною подією «Американського Місяця Гордості», проведення якого в Чикаго було затверджено Міською Радою та особисто мером Чикаго.
Перший гей-парад був організований в суботу, 27 червня 1970 року. Демонстранти пройшли маршем від Парку Вашингтон-сквер до Чиказької ВНБ, звідки багато спонтанно рушили в центр міста до Дейлі Плаза. В даний час парад проходить по головним вулицям району Лейкв'ю. Парад починається опівдні на Холстед-стріт і закінчується на перетині диверсії Парквей і Кенон Драйв.
У зв'язку зі зростанням політичної активності ЛГБТ-американців і наявністю у представників ЛГБТ-спільноти високих фінансових ресурсів, політики штату Іллінойс, як з демократичної і республіканської партій, посилюють свою присутність на параді. Серед найпомітніших фігур можна відзначити колишнього Губернатора шата — демократа Рода Благоєвича і колишнього скарбника — республіканку Джуді Баар Топінка. Обидва мали велику підтримку з боку ЛГБТ-виборців.
28 червня 2009 року понад 500 тисяч глядачів спостерігали 40-й щорічний гей-парад в Чикаго. Серед учасників були кілька оркестрів, танцювальних труп, а також безліч політичних діячів. У гей-параді 2011 році брало участь більш 250 огранизаций, а глядачами стало понад 800 тисяч людей.

### Гей-парад в Сан-Паулу
Гей-парад в Сан-Паулу (порт. Parada do Orgulho LGBT de São Paulo) проходить на одній з головних магістралей міста — Авеніда Пауліста з 1997 року. У 2006 році парад офіційно потрапив в Книгу рекордів Гіннесса, як найбільший гей-парад у світі. За кількістю учасників парад поступається тільки проведеним у Сан-Паулу змагань Формулы-1.
Заснована в Бразилії організація «Асоціація параду гордості геїв, лесбійок, бісексуалів і трансгендерів» (APOGLBT) організовує парад з 1999 році. Щорічно парад, в якому бере участь понад 3,5 мільйонів чоловік, висвітлюється найбільшими бразильськими ЗМІ. Гей-парад в Сан-Паулу отримує широку підтримку з боку бразильського уряду і багатьох знаменитостей. У дні проведення параду місто відвідує понад 400,000 туристів.

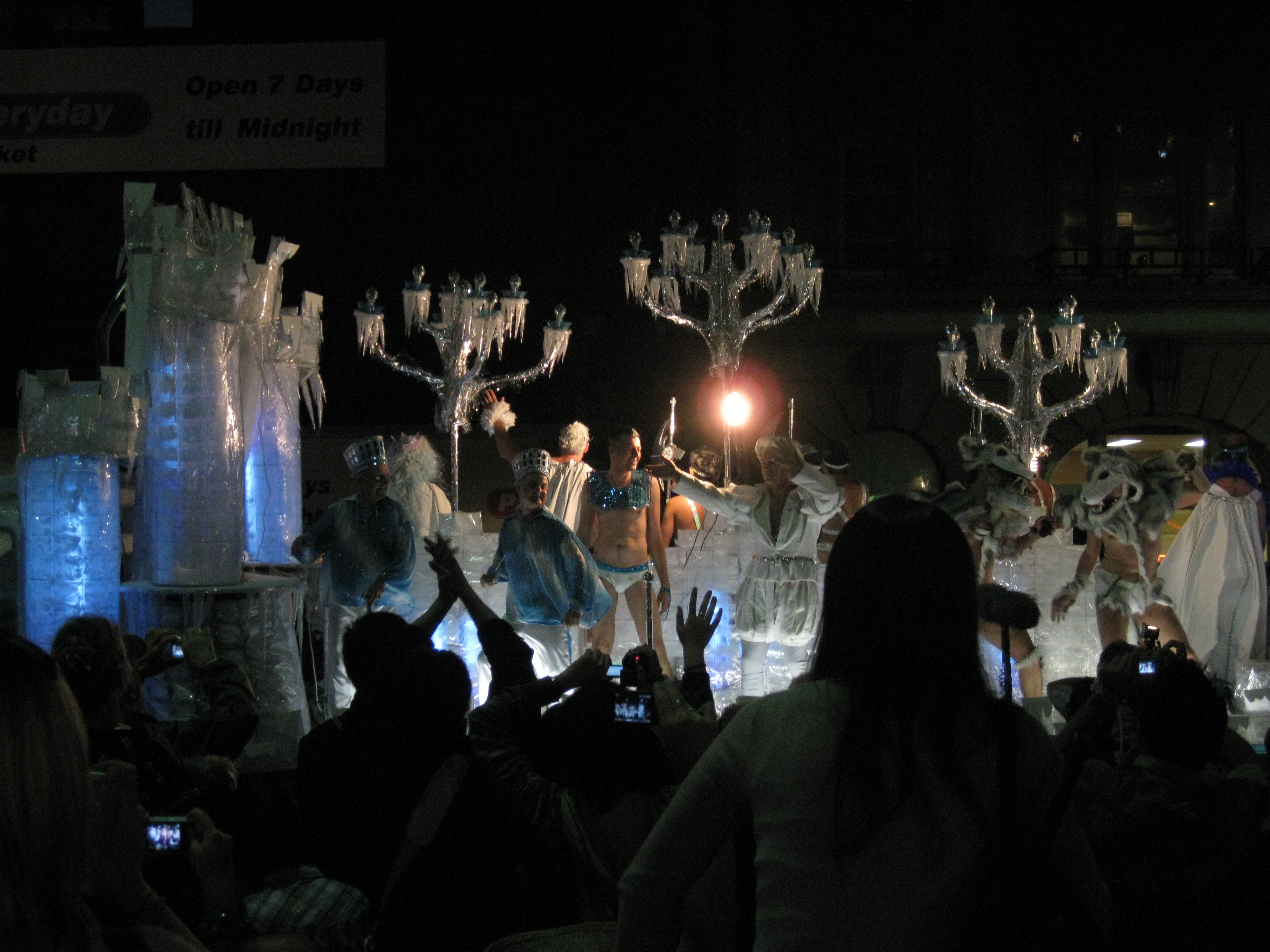
Найбільший у світі нічний гей-парад в Сіднеї

### «Марді Гра Парад»
Сіднейський Марді Гра Фестиваль завершується щорічним «парадом гордості». В костюмованому параді беруть участь близько 8.500 чоловік і близько 300.000 глядачів. Незважаючи на свою назву, «Марді Гра Парад» ніяк не пов'язаний безпосередньо з святом Марді Гра.
Маршрут параду, протяжністю 1,7 кілометра, пролягає по Оксфорд-стріт, далі по Флиндерс-стріт до Гайд-парку і повторює маршрут параду в День Анзак. Рух у цьому районі перекривається. Під час параду вздовж його маршруту розташовані глядацькі місця. Парад традиційно починається з проїзду представниць «Dykes on Bikes» по Оксфорд-стріт, який часто супроводжується феєрверком. Командувачем парадом (Grand Marshal) в різні роки ставали: актори Руперт Еверетт і Лілі Томлін, олімпійський чемпіон Метью Мітчем, модель Аманда Лепор.

### Кейптаунський гей-парад
З 2001 року в Кейптауні проходить Кейптаунский гей-парад (англ. Cape Town Pride), який є найбільшим ЛГБТ-подією не тільки Південно-Африканської Республіки, а й Африки в цілому. Він став першим подібним заходом з часів падіння в країні режиму апартеїду. Гей-прайд зазвичай починається в кінці лютого і супроводжується вечірками, спортивними та культурними заходами. Зростаючий в останні кілька років інтерес до фестивалю залучає все більше учасників, у тому числі з інших країн.
Щорічно фестиваль присвячується певній темі. Так у 2006 році темою фестивалю стало «Єдність культур», в 2007 році — «Карнавал Любові», в 2009-му — «Кейптаун об'єднує Культури», а в 2011 році «Любов у всьому різноманітті». У грудні 2010 року ЛГБТ-спільноти Південної Африки продемонстрували офіційний південноафриканський гей-прапор. Прапор був створений і розроблений жителями Кейптауна Генрі Бантжесом і Еженом Брокманом.

## Супутні заходи

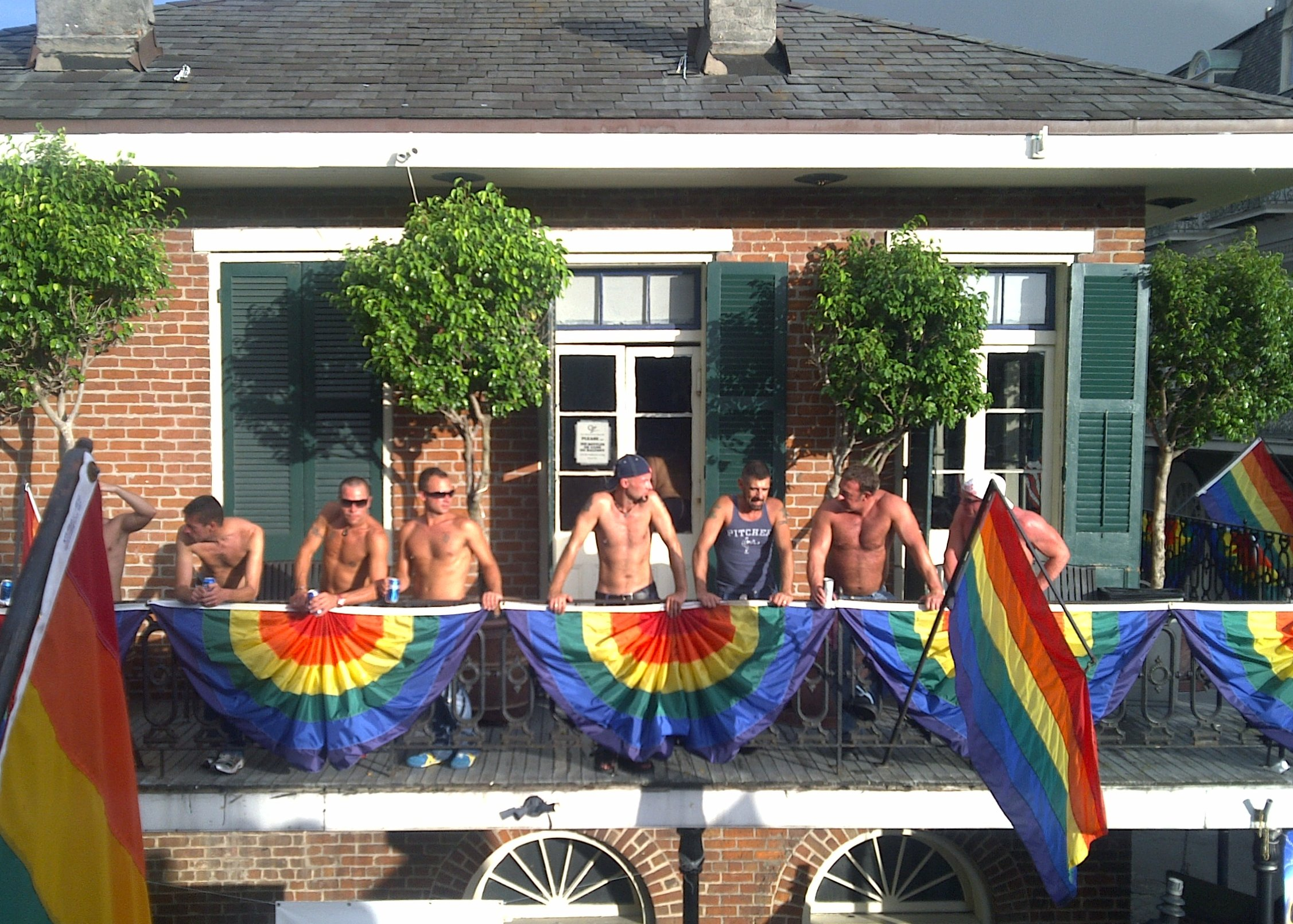
Учасники фестивалю Південний Декаданс на «boys-gone-wild» балконі

Спільно з гей-парадами в рамках акцій «гей-прайду» можуть проходити різні заходи, що проводяться як окремо, так і протягом багатоденних фестивалів, таких як: «Американський Місяць Гордості», «Тиждень гордості в Торонто», «Сіднейський Марді Гра Фестиваль», «Південний Декаданс» та інші. Подібні фестивалі ЛГБТ-культури проходять щорічно і приваблюють величезну кількість туристів з усього світу. Фестиваль включає в себе різні заходи, такі як спортивні заходи, пляжні та клубні вечірки, покази фільмів і вистав на ЛГБТ-тематику В даному розділі наведені не тільки заходи, які безпосередньо входять до ЛГБТ-фестивалі і супутні гей-параду, а й заходи, що представляють собою самостійні події.. У більшості випадків фестиваль закінчується гей-парадом і концертом, який відвідують зірки світової величини.

### Спортивні заходи
Паралельно з гей-парадом проводяться численні спортивні фестивалі, в яких можуть брати участь люди будь-якої сексуальної орієнтації та будь-якого рівня спортивної майстерності. Як і гей-паради, спортивні змагання грають важливу роль для поліпшення взаєморозуміння між людьми різних ідентичностей і зміцнення в людях почуття власної гідності. Подібні заходи доводять, що, незважаючи на розхожі думки, геї і лесбійки здатні на видатні спортивні досягнення. Під час гей-параду в Лос-Анджелесі влаштовується забіг «LA Front Runners Run», у Ванкувері проходять гей-ігри «Vancouver Outgames». У Сіднеї, в дні проведення Марді Гра, проходить великий «Спортивний Марді Гра Фестиваль» (англ. Sydney Mardi Gras Sports Festival), в програму якого включені щорічна вітрильна регата (англ. Australian Sailing and Cruising Club Annual Regatta), турнір з тенісу (англ. Tennis Sydney's Mardi Gras Championships) Найбільший ЛГБТ-турнір з тенісу в Південній Півкулі., велокрос (англ. Sydney Spokes Find Love on 2 Wheels) і п'ятикілометровий забіг (англ. Mardi Gras Fun Run), а також безліч інших заходів. Також під час фестивалю проводяться і жартівливі спортивні заходи, як наприклад «Drug Races», де переодягнені в жіночий одяг чоловіки кидають на дальність дамські сумочки, наповнені косметикою, і змагаються в бігу на підборах по розпеченому піску.

### Культурні заходи
Під час ЛГБТ-фестивалів часто проводяться театральні та кінофестивалі, пов'язані з ЛГБТ-тематикою, основним завданням яких є зміцненні різноманітності спільноти геїв, лесбійок, бісексуалів і трансгендерів, візуальне підтвердження існування в суспільстві ЛГБТ-осіб за допомогою підтримки та просування широкого спектра культурних заходів і художнього втілення ЛГБТ в кіно, відео та інших видах мистецтва. У Ванкувері проводиться «Ванкуверский квір-кінофестиваль» (англ. Vancouver Queer Film Festival), в Перті — «Pride Queer Film Festival». В Нью-Йорку в дні проведення Маршу гордості проходить театральний фестиваль «Shakespeare in the Park». Одним з найбільших міжнародних кінофестивалів, що проводиться американською некомерційною медіа-арт організацією Фреймлайн (англ. Frameline) «Міжнародний ЛГБТ-кінофестиваль в Сан-Франциско» (англ. The San Francisco International LGBT Film Festival). Засноване в 1977 році, в даний час цей захід є найстарішим ЛГБТ-кінофорумом.

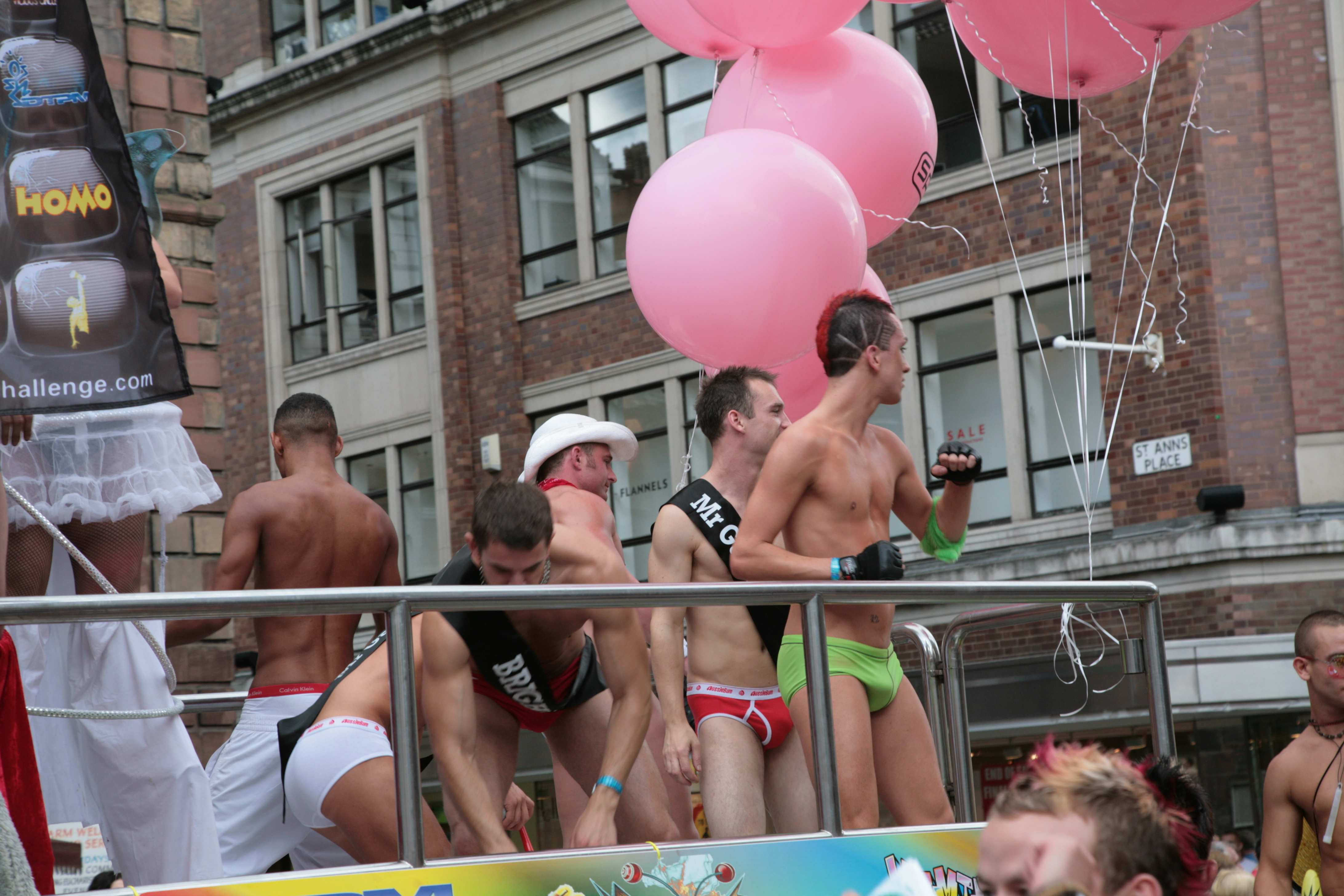
Учасники конкурсу «Містер гей-Велика Британія» на гей-параді в Манчестері в 2006 році

Під час великих гей-парадів проводяться конкурси краси серед чоловіків-геїв. Найбільшим конкурсом є всесвітній конкурс краси «Містер гей Світу» (англ. Mr Gay World) з 2009 року щорічно проходить в країні переможця попереднього конкурсу. Останні два роки титул «Містер гей Миру» завойовували вихідці з ПАР, тому конкурс другий рік поспіль проходитиме в Кейптауні в дні проведення кейптаунського гей-параду. У конкурсі беруть участь молоді люди з більш ніж сорока країн, включаючи Україну і країни Близького Сходу.
Крім конкурсу «Містер гей», представники BDSM-субкультури проводять свої конкурси. Так, в Оттаві проходить конкурс «Містер-Шкіра Оттави» (англ. Mr. Leather Ottawa), а в Сполучених Штатах — міжнародні конкурси «Містер-Шкіра» в Чикаго (англ. International Mr. Leather) та «Міс-Шкіра» в Сан-Франциско (англ. International Ms. Leather). В Дубліні проводиться конкурс «Альтернативна Міс Ірландія» (англ. Alternative Miss Ireland), в якому можуть брати участь як жінки, так і чоловіки, і навіть тварини. Під час проведення конкурсу організовується збір коштів в фонд боротьби зі СНІДом.
До, під час і після гей-параду проводяться різні концерти, пляжні та клубні вечірки, які є його невід'ємною частиною. Наприклад, нічна вечірка в Сіднеї на даний момент — одне з найбільших танцювальних заходів в Австралії. Вечірка проводиться в будівлі хорду Павіліон (англ. Hordern Pavilion) в районі Мур-парк (англ. Moore Park). Щорічно кількість осіб, що купують квитки на захід варіює від 17.000 до 20.000.
У різні роки на вечірці давали концерти різні зірки, такі як: Кайлі і Данні Міноуг, Бой Джордж, Village People, Джиммі Самервілл, Даррен Хейз, Джордж Майкл, Сінді Лопер, Келлі Роланд, Адам Ламберт, Алексіс Джордан та інші.

### Субкультурні фестивалі

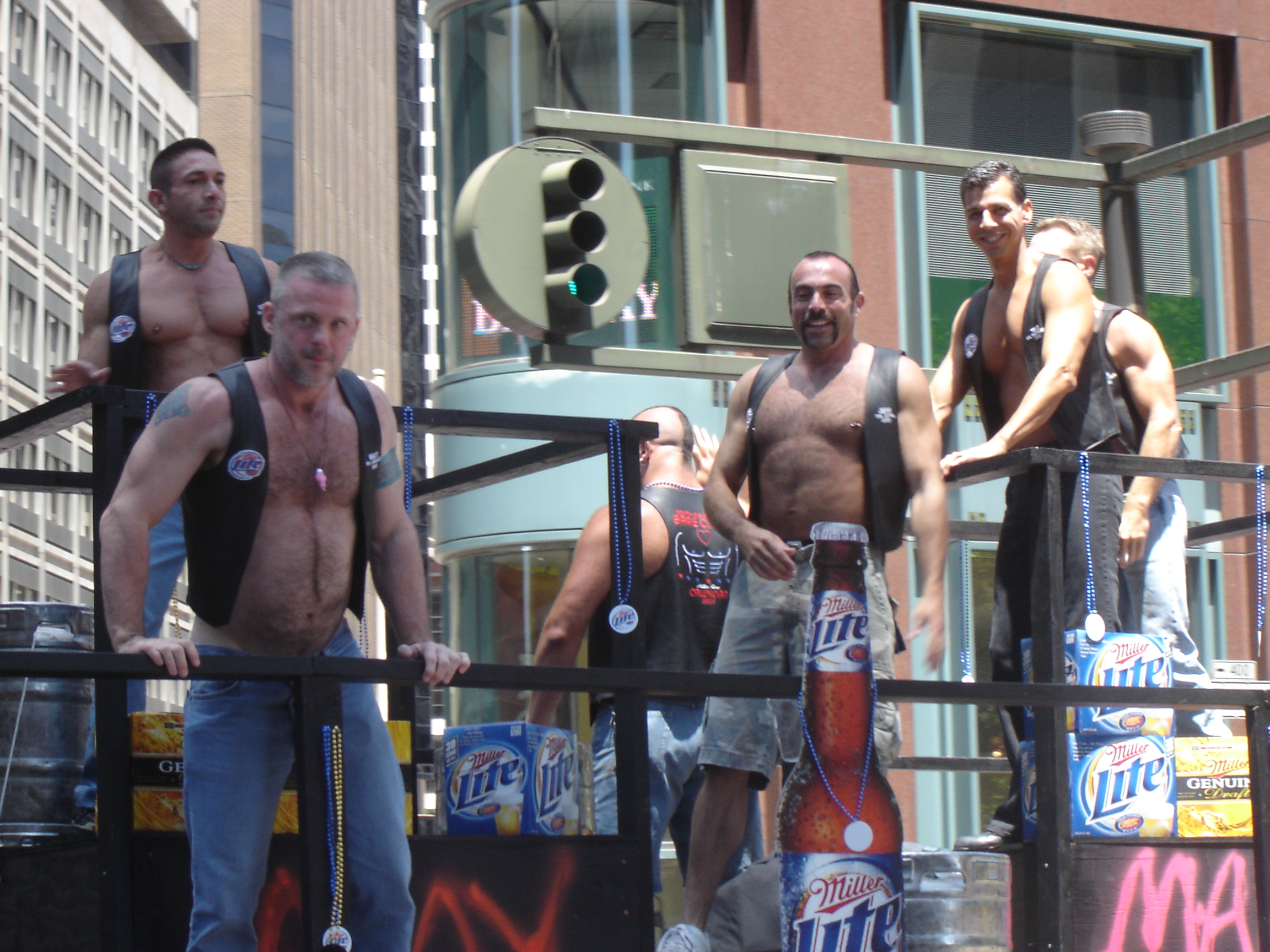
«Ведмеді» на гей-параді в Сан-Франциско в 2006 году

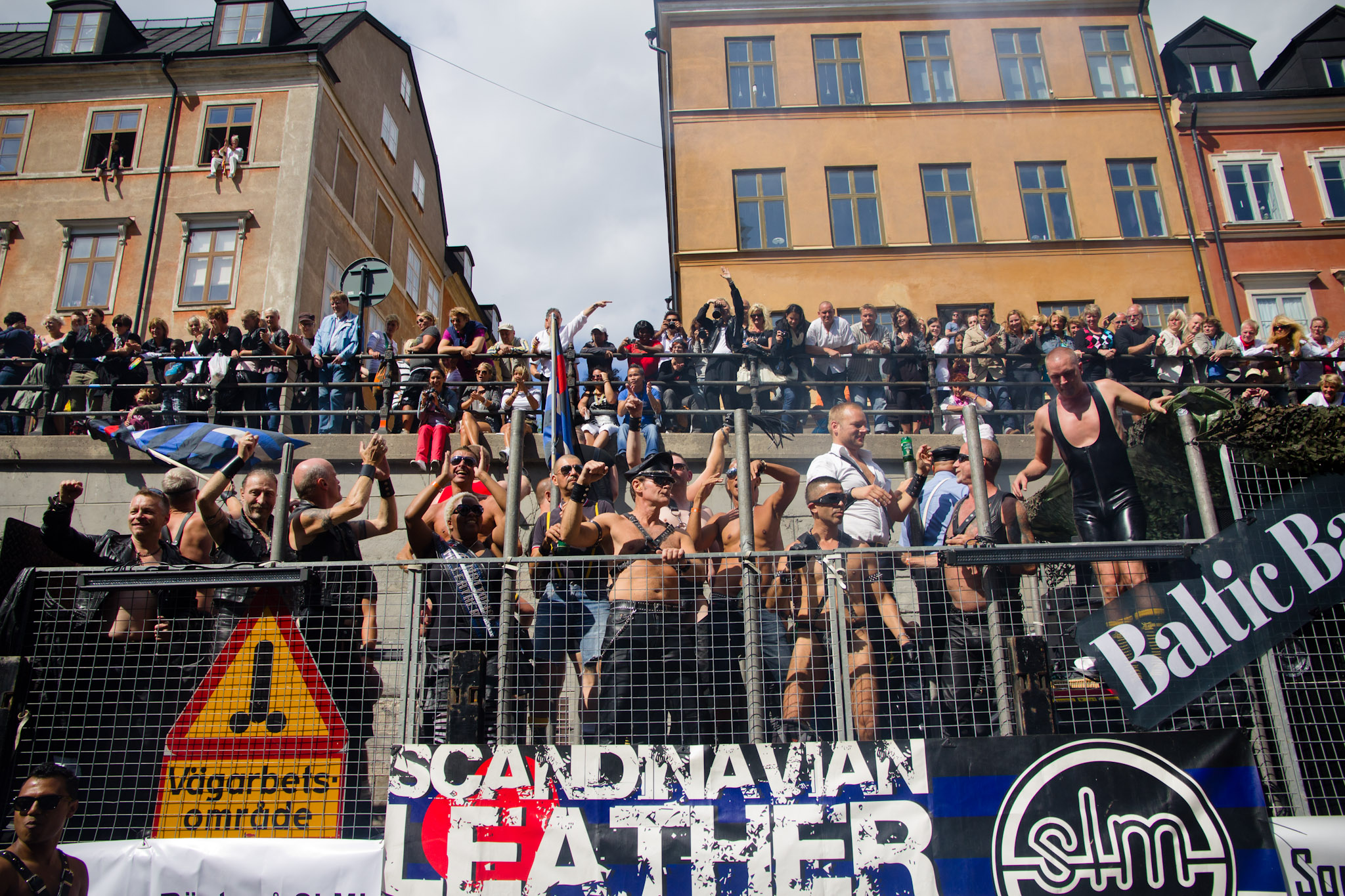
Представник SLM в Стокгольмі в 2010 году

Представник різних гей-субкультур нерідко проводять свої власні фестивалі, які можуть як збігатися з проведенням гей-параду, так і проходити в інші дні. Головня ідеєю подібних заходів є одне з основних громадянських прав: право на самовираження.
Одним з найбільших заходів, що влаштовуються «ведмедями», є щорічний чиказький «Bear Paw Calypse», під час якого проводяться різні вечірки, а також міські та водні екскурсії.
З початку 2000-х років в Барселоні проводиться найбільший загальноєвропейський фестиваль ведмедів «Bearcelona». Крім Іспанії, подібні заходи щорічно проводяться в Берліні, Кельні, Мадриді, Лондоні, Вашингтоні, Лос-Анджелесі і інших містах.
Любителі шкіри також влаштовують свої щорічні заходи. Так, найбільшим в Австралії є проведена з 1990 року «Сіднейський Шкіряний Тиждень Гордості» (англ. Sydney Leather Pride Week), який об'єднує не тільки любителів шкіряного одягу, але також і представників різних BDSM-субкультур. Під час фестивалю проходять різні заходи, включаючи виставки, конкурс Містер-Шкіра Австралії, а також найбільшу в Австралії фетиш-вечірку.
Крім Австралії численні «шкіряні» заходи щорічно проводяться в Антверпені, Кельні, Амстердамі, Сітжесі і інших містах.
Оскільки участь гей-скінхедів в гей-парадах є вкрай рідкісним явищем, вони проводять свої заходи. Багато представників гей-скінхедів є противниками не тільки гей-парадів, але і гей-руху в цілому, оскільки вважають, що ЛГБТ-організації співпрацюють з фондами, фінансованими західними країнами, зокрема США, та іншими конторами, які проводять відверто антинаціональну політику. Найчисельніші заходи гей-скінхедів проходять в Берліні, Амстердамі і Стокгольмі.
Найчастіше різницю між подібними заходами вкрай складно простежити, оскільки субкультури нерідко переплітаються між собою і відмінності між ними стираються. Наприклад, одним з постійних атрибутів ведмедів є шкіряний жилет, надітий на голе тіло. Чоловіки в шкірі в свою чергу нерідко об'єднуються по фетишам, одним з яких стають гей-скінхеди, як наприклад, голландський «GET RUFF» шведська вечірка, організована «Scandinavian Leather Men», або німецька «Berlin Leder und Fetisch», де змішуються воєдино представники шкіряної субкультури, фетишисти і гей-скінхеди.

## гей-паради

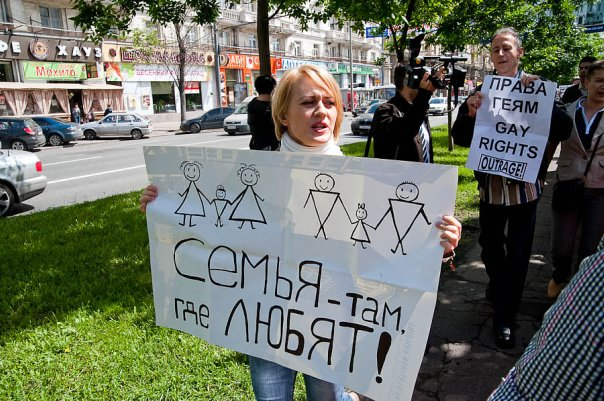
Московський гей-парад в 2010 році

Проведення гей-парадів у багатьох містах країн колишнього Соціалістичного табору як і раніше стикається з труднощами. гей-активісти трьох країн — Польщі, України, Росії і Молдови зверталися в Європейський суд з прав людини у зв'язку із заборонами гей-парадів. У всіх випадках ЄСПЛ підтвердив права сексуальних меншин на свободу зібрань.

### У країнах Балтії
Baltic Pride є щорічною культурно-масовою ЛГБТ-подією, яка з 2009 року проходить по черзі у балтійських столицях — Таллінні, Ризі та Вільнюсі. Прайд 2020 року в Таллінні було скасовано через епідемію COVID-19.

### У Польщі
В Варшаві проведення гей-параду в 2005 році було заборонено тодішнім мером Лехом Качиньським, під приводом того, що він «може сприяти поширенню гомосексуальності в столиці», хоча, незважаючи на це, кілька тисяч людей все одно пройшли маршем по столиці Польщі. Рішення влади було оскаржене в Європейському суді з прав людини, який привласнив справі назву Бончковскі проти Польщі. У 2007 році ЄСПЛ постановив, що заборона проведення гей-парадів є незаконною і дискримінаційною. З 2008 року гей-паради проходять у Варшаві без перешкоди з боку влади.

### У РФ
В Москві акції гей-параду, приурочені до річниці скасування кримінального переслідування гомосексуалів в Росії, регулярно забороняються з травня 2006 року. Активісти проекту GayRussia.Ru щорічно проводять акції, незважаючи на заборони, наражаючись розгону і затримань. У 2010 року до руху приєдналися ЛГБТ-активісти з Петербургу, оголосивши про намір проводити гей-паради в Санкт-Петербурзі. У зв'язку із заборонами гей-парадів за заявою їх організатора Миколи Алексєєва ЄСПЛ було заведено справу «Алексєєв проти Росії», і в 2010 році ЄСПЛ визнав незаконним заборони. Тим не менш, російська влада знову заборонила проведення гей-параду в 2011 році.

### У Молдові
В Молдові гей-активісти отримали відмову в дозволі на проведення демонстрації сексуальних меншин в Кишеневі в 2005 році. У 2012 році ЄСПЛ виніс вердикт про те, що молдавською владою були порушені статті 11 і 14 Європейської конвенції про захист прав людини (право на свободу зібрань та заборону дискримінації), в зв'язку з чим ЄСПЛ зобов'язав владу виплатити заявникам компенсацію близько 11 тисяч євро.

### В Україні
Перший гей-парад в Україні відбувся у 2013 році, на чолі з тодішнім мером Мюнхена, за президентства Януковича. Але, після Євромайдану узимку 2013—2014 роках, не дивлячись за загальні проєвропейські тенденції, новий мер Києва — Кличко заборонив проведення ходи рівності, яку у ЗМІ України називали виключно «гей-парадом». У 2015 році Марш рівності у Києві пройшов 6 червня. Наразі в декількох містах проходять прайди — у 2019 відбувся перший ХарківПрайд, у 2020 році — прайд у Запоріжжі.

## Критика

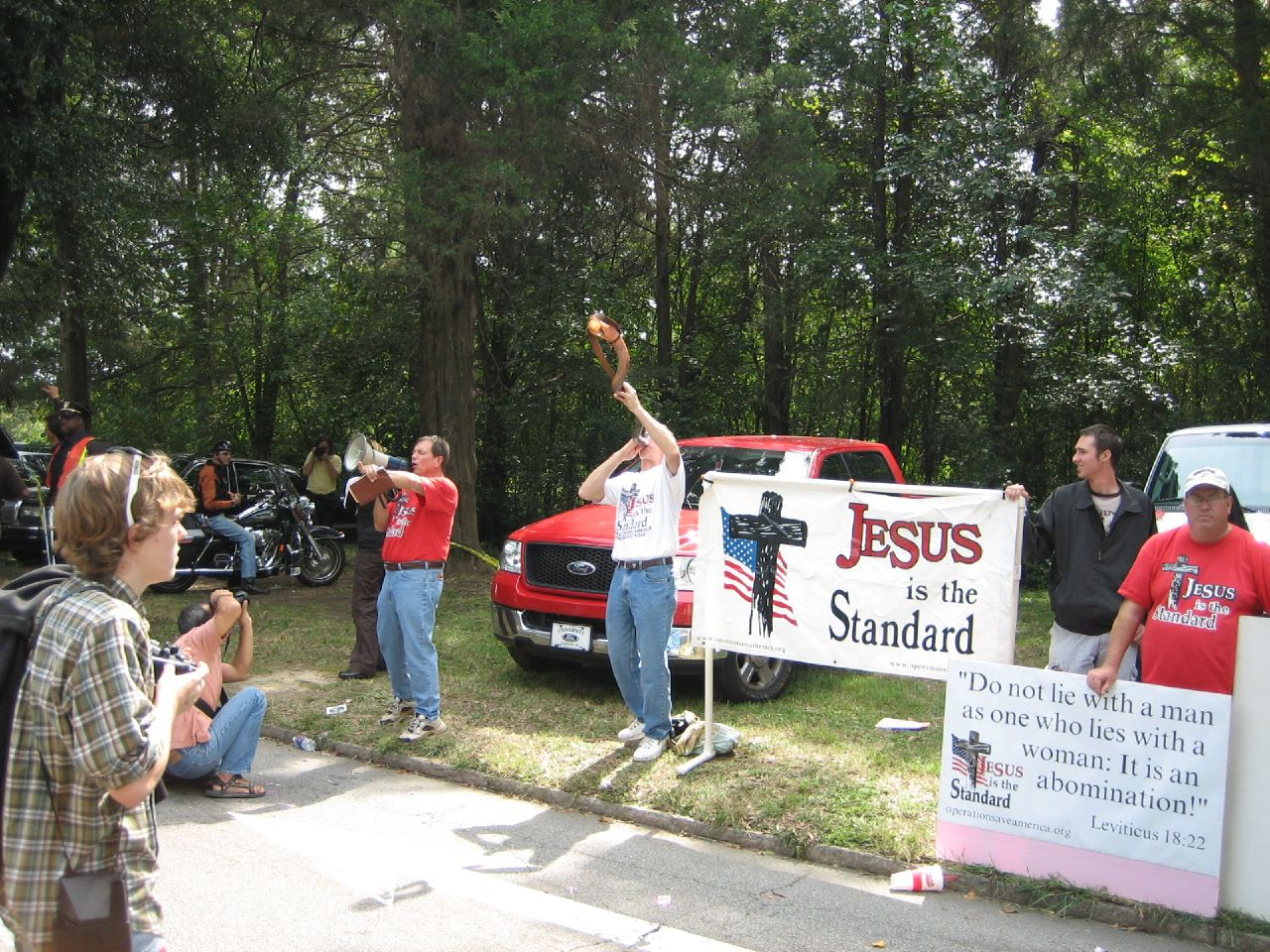
Протест під час гей-параду в Нью-Йорку в 2006 році

### Критика з боку релігійних організацій
Представники Римсько-Католицької і Російською Православною Церквою виступають проти проведення гей-парадів. Голова ОВЦО РПЦ Всеволод Чаплін вважає, що проведення гей-параду в Росії суперечить «волі більшості населення країни», а митрополит Іларіон висловив думку про те, що гей-паради, які проходять в Парижі та Берліні, порушують права віруючих, які живуть в цих «колись християнських» містах  [Архівовано 29 липня 2014 у Wayback Machine.]. В Україні Православна Церква Москвовського патріархату слідує російській фабулі пропаганди гомофобії через православ'я. Українські церкви є більш толерантними та терпимими. Офіційні представники християнських церков виступають проти насильства щодо учасників гей-парадів.
Одним з найодіозніших представників протестантизму, що критикують проведення гей-парадів, був Фред Фелпс — протестантський пастор, глава Баптистської церкви Уестборо, який прославився своїми радикальними висловлюваннями і організацією акцій протесту «God Hates Fags» (укр. «Бог ненавидить педиків»), спрямованих зокрема проти проведення гей-парадів.
Проведення гей-парадів та участь в них також критикується з боку представників юдаїзму. Так в Торонто група канадських ортодоксальних євреїв виступала з критикою на адресу організації євреїв-геїв «Queers Against Israeli Apartheid» («QuAIA»), що брала участь в параді. У 2005 році на гей-параді в Єрусалимі ортодоксальний юдей напав на учасників ходи з ножем і поранив трьох людей. У 2011 році протестувальники юдеї нападали на поліцейських, закидаючи їх камінням, а в одного з протестувальників було виявлено бомбу. Однак деякі ортодоксальні рабини закликали до визнання прав гомосексуалів.
Проведення гей-параду в Єрусалимі викликає критику з боку лідерів юдаїзму, християнства та ісламу.

### Критика з боку населення
До числа країн, де гей-паради з'явилися недавно або лише скоюються перші спроби їх проведення, належать країни пострадянського простору і колишнього соціалістичного табору. У цих країнах присутні чимало заперечень і протестів. Так, проведення «Европрайду» у Польщі викликало палкі дискусії, які супроводжувалося критикою і акціями протесту. У Хорватії демонстрантам гей-параду чисельністю за різними джерелами від 200 до 300 осіб протистояли тисячі протестуючих. Схожі тенденції є і в Україні.
Напади із застосуванням актів насильства по відношенню до демонстрантів гей-парадів нерідко здійснюються з боку ультраправих та інших радикальних рухів. Так, у 2001 році учасники гей-параду в Белграді зазнали нападів радикалів, а в 2009 році футбольні фанати і ультраправі влаштували масові погроми, заподіявши сербській столиці збиток в € 1 млн. Аналогічні напади відзначалися в Братиславі, Бухаресті, Будапешті.
У країнах західного світу гей-паради можуть бути предметом критики з боку окремих осіб та соціальних груп, що мають консервативні переконання. Наприклад, невелика група анти-гей протестуючих була присутня на параді в Брайтоні, хоча на противагу їм знаходилися тисячі людей, що підтримують учасників параду. Близько 20 людей протестували під час гей-параду в Лондоні. У 2010 році на гей-парад в Гельсінкі було скоєно напад, засуджене надалі президентом і урядом.
В штаті Каліфорнія відзначений випадок направлення на гей-парад працівників пожежного департаменту Сан-Дієго без їх згоди. Деякі пожежники порахували участь в гей-параді за наказом начальства образою і подали в суд на міську адміністрацію. Зокрема, вони заявили, що в ході параду деякі учасники ходи «проявляли до них нездоровий сексуальний інтерес». Верховний суд штату Каліфорнія визнав неправомірним примус пожежних до участі в параді і зобов'язав муніципальну владу виплатити їм компенсацію за моральну шкоду. Начальник пожежної охорони заявив, що надалі участь у гей-парадах буде добровільною.

### Критика всередині ЛГБТ-спільноти
У ЛГБТ-спільноті гей-парад критикується за свою карнавальну складову на шкоду правозахисної. Деякі політики, правозахисники та представники ЛГБТ-спільноти вважають, що карнавальна хода підміняє первісний зміст боротьби за громадянську рівність за допомогою проведення гей-парадів деполітизованими, конформістськими і комерційні цілями. Присутність на гей-параді трансвеститів, представників сексуальних субкультур, а також напіводягнених людей піддається критиці яка спотворює уявлення суспільства про ЛГБТ-людей, дискредитуюче тим самим ідею захисту толерантності і провокує гомофобію. Деякі активісти ЛГБТ-руху дорікають, що традиційні гей-паради орієнтуванні на інтереси і естетику «білих чоловіків», через що виникають «жіночі» дайк-марші і так звані «чорні» гей-паради афроамериканців.